# Storia di Monteleone d'Orvieto

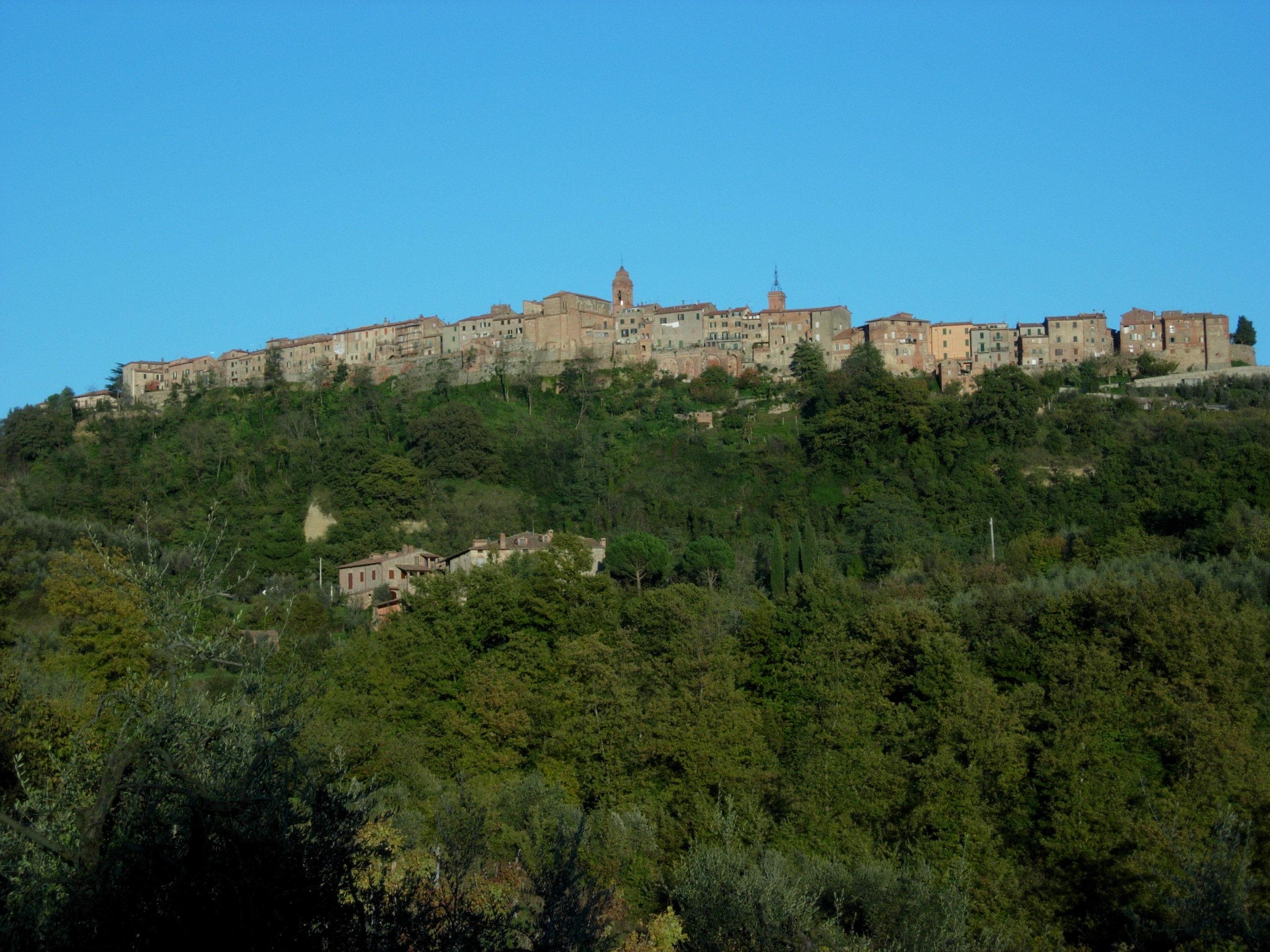
Vista di Monteleone d'Orvieto; lato ovest

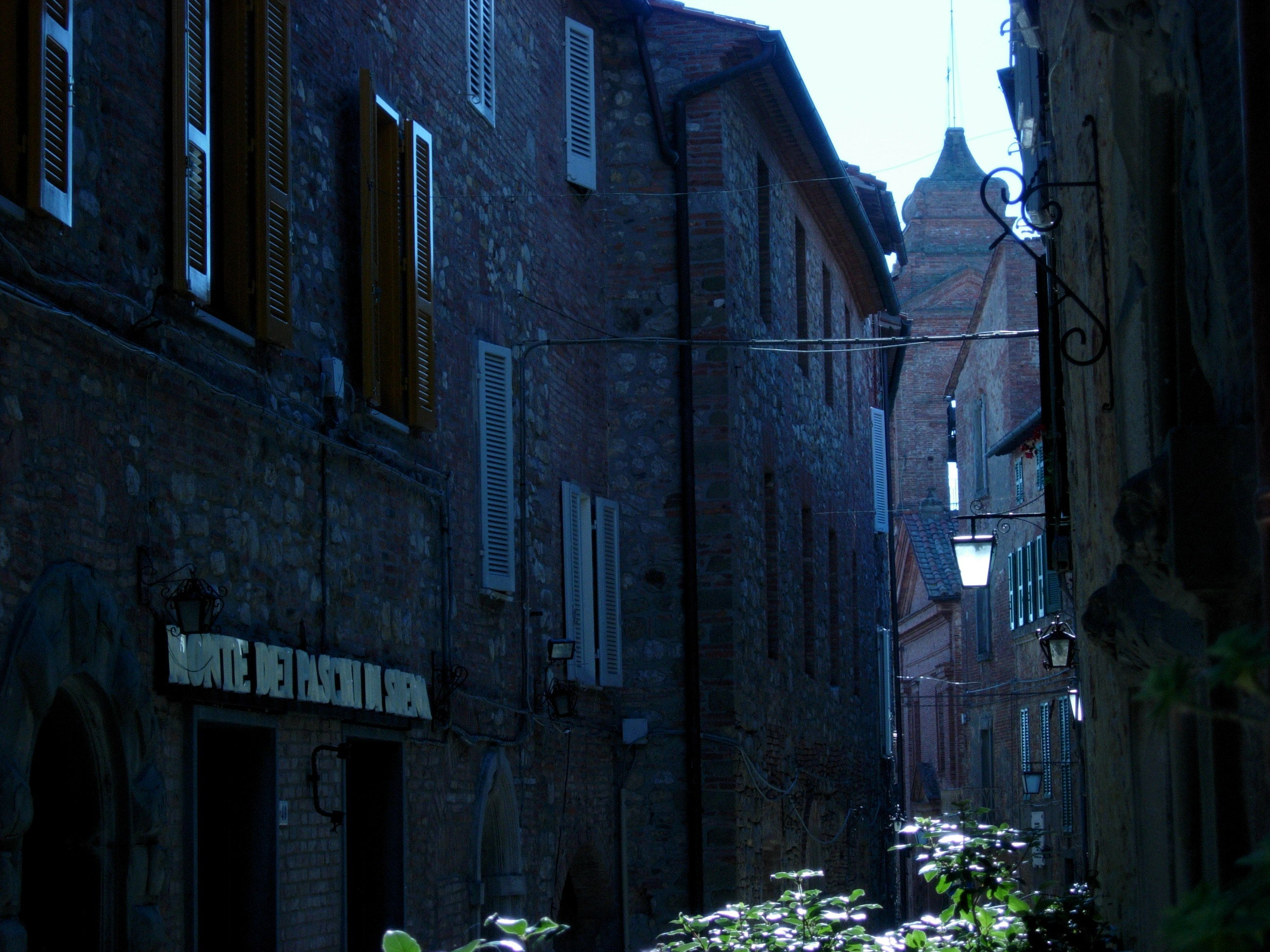
Scorcio della via principale del paese

## Le prime testimonianze storiche
Il fatto che per Monteleone passi l'antica via Cassia è altamente probabile, non ultima prova ne è quanto afferma il Bolletti in relazione al concordato del 26 gennaio 1828 fra la Santa Sede ed il Granducato di Toscana, in cui viene decisa la riapertura di tale importantissima via:
(Giuseppe Bolletti, Notizie istoriche di Città della Pieve, Perugia, 1830)

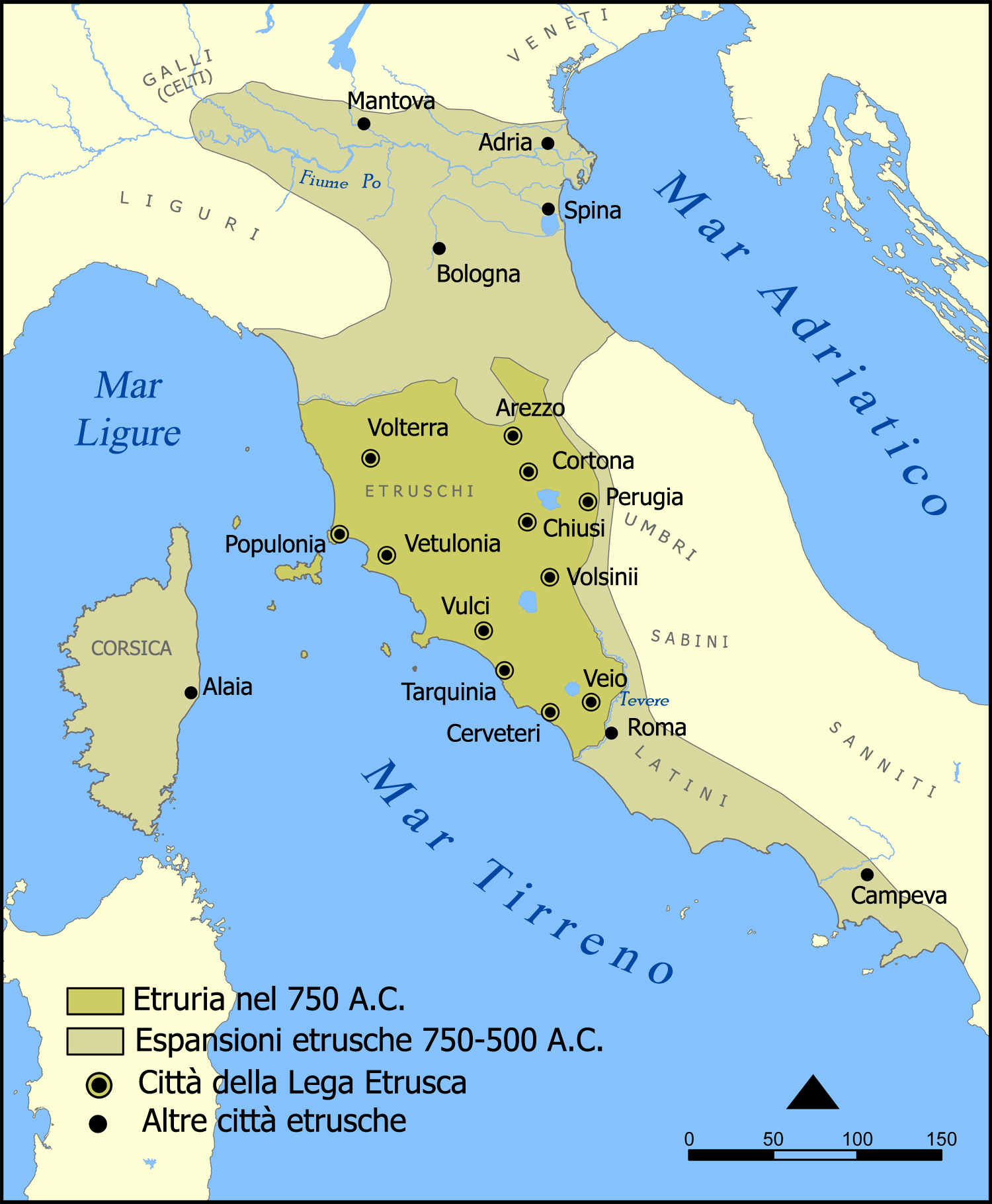
Mappa dell'Etruria

La prima testimonianza storica del territorio comunale di Monteleone d'Orvieto risale ad una scoperta avvenuta nel 1878, quando nelle vicinanze del capoluogo viene ritrovata una tomba con iscrizioni in latino e tirreno, presumibilmente appartenente al periodo etrusco e contente alcune urne.
Ciò fa presupporre l'esistenza di una comunità etrusca nel territorio, risalente al II-III secolo a.C., soggetta alla lucumonia di Chiusi, città etrusca molto vicina.
In realtà già dal VII secolo a.C., periodo in cui gli Etruschi raggiungono un notevole livello di sviluppo economico e culturale, il territorio è parte integrante dell'Etruria.
Negli anni novanta viene fatto un altro importante ritrovamento: durante l'esecuzione dei lavori per la costruzione dei giardini pubblici nella frazione di Santa Maria, si scoprono gli antichi resti di una fornace e di una tomba del I–II secolo, che presenta uno stile costruttivo detto "alla cappuccina", con file di tegole spioventi come tetto.
La presenza della tomba, molto povera, sta a significare che nella zona del ritrovamento vi era in epoca romana un abitato probabilmente rurale; a questa conclusione si arriva anche tenendo conto di due importanti elementi:
1. mentre nel Medioevo la Valdichiana è un acquitrino melmoso, nell'epoca etrusco-romana essa è molto fertile ed il Chiani navigabile;
2. il punto in cui è stata rinvenuta la tomba, con molta probabilità, si trova a poca distanza dall'antica via Cassia.

In tale periodo, quindi, nella Valdichiana si produce molto grano ed attraverso le due vie di comunicazione, il Chiani navigabile e la via Cassia, è anche facile trasportarlo a Roma. A tal fine, però, occorre manodopera contadina che lavori il terreno: per questa motivazione la tomba rinvenuta è probabilmente di gente umile che lavora i terreni della Chiana.

## I secoli XI e XII e la fondazione del castello
Diverse sono le ipotesi che si fanno sulle origini del nome "Monteleone": il Pieri, Manente ed il sacerdote Francesco Calvigi ipotizzano una derivazione dal nome proprio latino Leo, altri da papa Leone IX (Eguisheim, 21 giugno 1002 – Roma, 19 aprile 1054).
Tale pontefice, dopo essere stato eletto nella città tedesca di Worms, si reca a Roma per ricevere l'elezione canonica; nel viaggio, durante il febbraio del 1049, passa anche nel luogo dove sorgerà di lì a poco Monteleone.
Leone IX è un grande capo della cristianità di quegli anni, amico e protettore di Orvieto.
È anche probabile che gli orvietani, con questo nome, vogliano sottolineare la forte funzione difensiva e dominante del castello, che è arroccato su un'altura difficile da conquistare e da cui si può controllare un ampio territorio: da Monte Arale alla Val di Chiana, i monti Cimini e, ad ovest, la Montagna di Cetona ed il monte Amiata.
Lo storico cinquecentesco Cipriano Manente, nell'opera Historie, senza citare documenti o fonti da cui trae le notizie, afferma che il castello di Monteleone viene fondato e costruito da Orvieto nel 1052, a guardia dei suoi confini settentrionali e della Chiana, verso i comuni di Chiusi, Perugia e Siena,
(Cipriano Manente, Historie, Venezia, Gabriel Giolito de' Ferrari, 1561-1566, pag. 22)
Monaldo Monaldeschi della Cervara concorda con tale tesi e conferma nel '500 lo scritto del Manente affermando:
(Monaldo Monaldeschi della Cervara, Commentari Historici della Città d’Orvieto, in Venetia, MDLXXXIIII appresso Francesco Ziletti, libro quinto carta 30 v e 31 r.)
Luigi Fumi, probabilmente riprendendo le fonti a cui hanno attinto i precedenti storici citati scrive:
(Luigi Fumi, "Ephemerides Urbevetanae"  “Rerum Italicarum Scriptores” ed. II, XV, Vol. II:  Diario di Ser Tommaso di Silvestro – nota 1 pag. 18.)
Il Bolletti è sostanzialmente d'accordo con tali ricostruzioni e fa risalire il castello al 1053:
(Giuseppe Bolletti, Notizie istoriche di Città della Pieve, Perugia, 1830)

L'Italia nell'anno 1000

Quindi, già esistono nelle carte geografiche dell'epoca alcuni castelli vicini, compreso Castel Brandetto ricadente nel territorio monteleonese, ma non Monteleone.
Lo storico Pietro Momaroni, non d'accordo con tale datazione, sposta la data di fondazione del castello a dopo il 1171 o, addirittura, a dopo il 1200. Egli infatti afferma
(P. Momaroni, Castrum Montis Leonis Comitatus Civitatis Urbis Veteris estratto dal “Bollettino dell’Istituto Storico Artistico Orvietano” fascicolo unico – anni XIX-XX – 1963 – 1964 Tipografia degli Orfanelli Orvieto.)
Le motivazioni addotte dal Momaroni sono basate su dati storici reali, ma è probabile che anche le altre ricostruzioni siano fondateinfatti è possibile che la data fissata dal Manente non si riferisca al castello di Monteleone ma faccia riferimento proprio alla fondazione di Castel Brandetto, oggi Berneto, piccolo fortilizio posto di fronte al castello principale, il cui nome compare, come abbiamo visto sostenere il Bolletti, in alcune carte topografiche, nelle quali invece non si rileva ancora la presenza di Monteleone. Si tratta di un piccolo insediamento difensivo, da sempre proprietà dei Bulgarelli o Conti di Marsciano Il nome "Brandetto" deriva probabilmente da successive storpiature del nome "Aldobrandeschi", alleati dei Bulgarelli e possibili fondatori del forte.

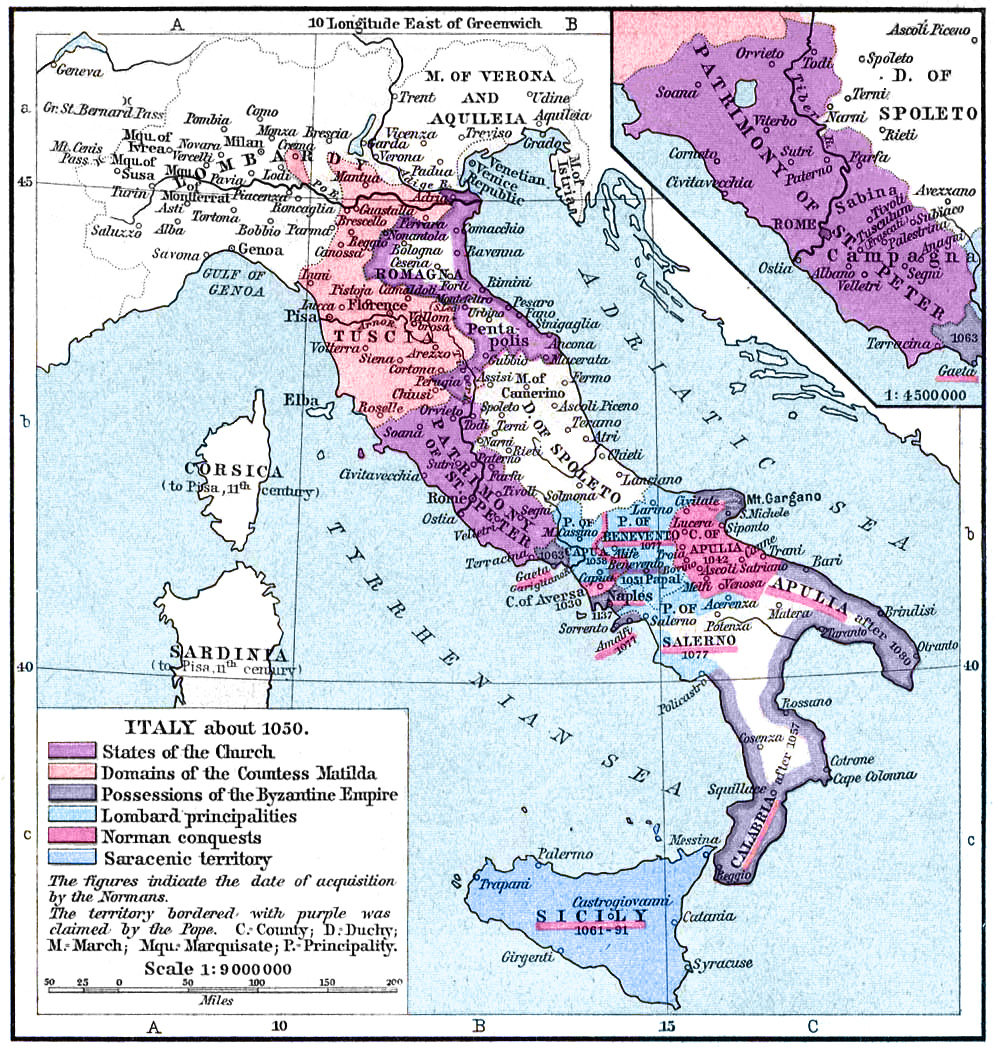
L'Italia del 1050 anno di fondazione del castello di Monteleone

Lo stesso Momaroni ipotizza che i conti Bulgari o Bulgarelli di Chiusi, antichissima famiglia da cui successivamente trasse origine quella dei Conti di Marsciano, fondarono il
(P. Momaroni, Castrum Montis Leonis Comitatus Civitatis Urbis Veteris....)
e conclude maliziosamente:
(P. Momaroni, Castrum Montis Leonis Comitatus Civitatis Urbis Veteris.....)
Non si hanno elementi per poter convalidare la validità di una delle due tesi; è noto, tuttavia, che tra il 1000 ed il 1200 il contesto storico della zona dell'alto orvietano - compresa tra l'Umbria e la Toscana - era caratterizzata da aspre lotte tra i comuni di Orvieto e di Siena per il controllo dei territori di confine e soprattutto per il possesso dell'antico Ducato di Chiusi. Questo rende probabile l'ipotesi che Monteleone fu fondato dagli orvietani, a compimento di quella corona di castelli tra cui Cetona, Camporsevoli, Montegabbione, Fabro, Trevinano a guardia dei confini settentrionali dei propri territori a ridosso del nemico ghibellino rappresentato dalla città di Siena.
Quindi la fondazione del castrum è da far risalire al comune di Orvieto che, in quel periodo, stava estendendo la propria sfera di influenza fino al mare, divenendo la città principale, insieme a Viterbo, della Tuscia; necessariamente quindi, tale città, si trova nella condizione di dover difendere i propri confini settentrionali, verso Siena. A tale scopo sorge quindi il castello di Monteleone insieme alle altre importanti fortificazioni citate.
Appena si forma il primo nucleo cittadino viene anche costruita la chiesa.
A questo periodo, fine 1100, risale il dominio dello Stato della Chiesa sull'Umbria. Se accettiamo il 1052 quale data di fondazione del castello proposto dal Manente, allora è verosimile che dal punto di vista ecclesiastico, il castrum sia assoggettato all'antichissima diocesi di Chiusi, città allora controllata da Orvieto: solo nel 1600 entra a far parte della nuova diocesi di Città della Pieve.
Fino a qualche tempo fa si poteva affermare con certezza che il primo documento ufficiale in cui si legge il nome di Monteleone è un atto di Federico II del 1243, dove l'imperatore fissa i nuovi confini di Castel della Pieve (Città della Pieve) a lui fedele. Recentemente, però, il Corgna scrive che in una bolla pontificia di Celestino III del 1191, la Misurati inopiam, vengono citate le parrocchie dipendenti dal vescovo di Chiusi, dove, al confine con le diocesi di Perugia ed Orvieto, appare la chiesa di San Pietro, probabilmente riferendosi alla chiesa dei Santi Pietro e Paolo di Monteleone. Tale circostanza è rafforzata dall'ipotesi realistica che tale chiesa ha origine con la nascita del castello stesso, essendo stata edificata al centro dell'originario nucleo fortificato, così come si legge in alcune relazioni delle visite pastorali dei vescovi di Città della Pieve del 1700 e del 1800.
Inizialmente tale chiesa parrocchiale aveva probabilmente una sola navata a pianta rettangolare, l'altare era attaccato alla parete di fondo e la facciata era costituita da un portico con il tetto spiovente sul davanti, la cui costruzione era, peraltro prevista dall'antico statuto del castello (libro 1º, capitolo 43). Non vi era l'abside e pertanto nella parte posteriore alle mura castellane intercorreva una distanza di circa dieci metri, mentre oggi vi è l'abside che è attaccato a tali mura. Il campanile aveva modeste dimensioni. Di fronte alla chiesa vi era una piazza con in mezzo il pozzo civico.

## XIII secolo
L'editto di Federico II è un diploma dato a Città della Pieve perché rimasta a lui fedele; l'Imperatore vi definisce in maniera minuziosa le zone ed i comuni limitrofi alla Città, che a quel tempo ha una superficie di
10.467 ettari e confina con Chiusi, Castiglione del Lago, Paciano, Panicale, Piegaro, Monteleone, Ficulle, Fabro, San Casciano dei Bagni e Cetona. Deve quindi appartenere al dominio di Castel della Pieve
Nel XIII secolo viene istituita la Collegiata dedicata agli apostoli Pietro e Paolo.
Bandino Bandini, valoroso e potente Signore di Salci, Fabro, Monteleone, Montegabbione e Ficulle, soccorre ripetutamente il pontefice Gregorio IX rifugiatosi a Perugia; Bandino scorta il Papa con molti uomini armati anche nel 1230, quando è richiamato nella città capitolina perché afflitta da una straordinaria inondazione del Tevere. Per questi suoi servizi è onorato dal S. Padre di grazie e privilegi.
Il 3 gennaio 1243, Federico II emana un Editto a Foligno: si riteneva fosse il primo atto ufficiale che facesse menzione del castello di Monteleone, nominandolo fra le zone che definiscono il confine con Città de la Pieve (ved. tabella a lato).
Nel 1263 si compie il miracolo dell'eucaristia di Bolsena, che è uno dei motivi della costruzione del Duomo di Orvieto.
Nel 1273 un documento indica la selva di Collelungo, fra Monteleone e Montegabbione, appartenente ai fratelli Bulgaruccio e Bernardino dei Conti di Marsciano; ricorda lo storico ecclesiastico Ughelli:
(Albero et Istoria della famiglia de' Conti di Marsciano”, di Ferdinando Ughelli, 1667)
Il 5 febbraio 1278 il podestà di Orvieto Bertoldo Orsini incarica Iacopo Saracini, suo Vicario, di effettuare una ricognizione delle proprietà comunali nella Val di Chiana Romana. Sono quindi definiti i confini dei propri castelli, tra cui il castrum Montis Leonis.
(MONTELEONE tra storia, arte, cultura”, Sergio Giovannini, 2014)

Nel 1292, nel catasto del contado orvietano, alle carte 587-648, anche il “Plebarium Montis Leonis” è descritto, con i relativi allibrati (stime).

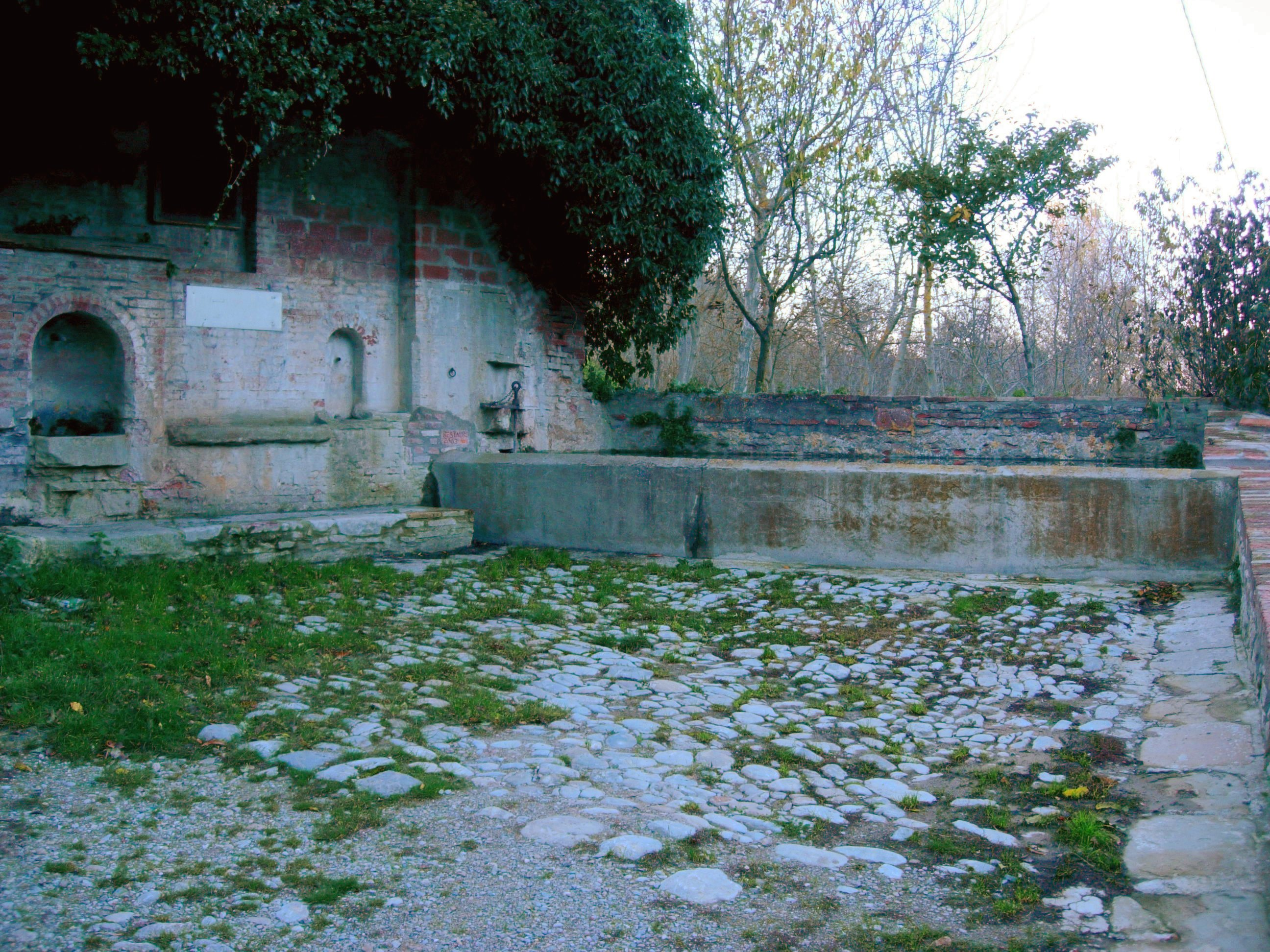
L'antica fonte di Monteleone d'Orvieto di fine XIII secolo.

 A questo proposito il Momaroni si chiede 
(Il territorio di Monte Leone nel catasto orvietano del 1292, Pietro Momaroni - Articolo tratto dalla Nazione del 4 maggio 1961)
Tra la fine del Duecento e l'inizio del Trecento Papa Bonifacio VIII impone una nuova forma di tassazione straordinaria denominata “decima” che ha lo scopo di finanziare le crociate ed altre particolari necessità della Chiesa; a tal fine vengono istituiti i registri dei collettori diocesani, che attualmente sono conservati presso l'Archivio Segreto Vaticano.
Nelle Rationes Decimarum Italiae della regione Tuscia per gli anni 1295-1304, sono citate alcune chiese del territorio monteleonese: la “Ecclesia de Monteleone”, quella di Corciano e quella di Pineto; mentre la prima fa riferimento presumibilmente alla chiesa parrocchiale dei SS.mi Apostoli Pietro e Paolo, delle altre due citate non si hanno altre notizie, mentre ancora oggi rimangono nel territorio i loro rispettivi toponimi: il primo all'interno dell'abitato della frazione di San Lorenzo e il secondo nella campagna a ridosso della porta sud del centro storico. Tale informazioni sono importanti anche perché testimoniano che la chiesa parrocchiale, a fine '200, è già esistente.
Nel 1295, i Sette del comune di Orvieto, prendono iniziative a favore di coloro che costruiscono case nel castello di Monteleone.
Sempre nel 1295 e poi nel 1300 la chiesa parrocchiale di Monteleone compare negli elenchi dei collettori delle decime.
A fine 1200 il comune di Orvieto raggiunge un'alta evoluzione anche di tipo istituzionale: il popolo è saldo al potere e la magistratura dei Sette Signori diviene punto di riferimento della vita cittadina. In tale periodo iniziano i lavori per la costruzione del duomo simbolo anche di tale ritrovata unità. Di tale situazione positiva risentono i vari comuni del contado; il castello di Monteleone ad esempio ha una crescita continua, fra la fine del 1200 inizi 1300, estendendosi entro le mura castellane lungo la via centrale. La situazione economica è agevolata come si vedrà, dalla attività d'eccellenza "della fornace" di Mastro Consiglio Dardalini che produce materiali musivi e vetri colorati al servizio della nuova cattedrale.
La popolazione aumenta e nuove forme di devozione impongono l'ampliamento laterale della chiesa parrocchiale.
Sempre a tale periodo risale la costruzione dell'antica fonte di Monteleone, sorgente del Nestore che lì nasce per sfociare nella riva destra del Tevere nei pressi di Marsciano, dopo aver attraversato i comuni di Piegaro e Panicale in provincia di Perugia.

## Prima metà XIV secolo

### Lo statuto medievale e l'origine delle confraternite
Sono di fine XV secolo i primi documenti d'archivio in cui si può ammirare su sigilli di ceralacca - e successivamente anche nei primi timbri - lo stemma comunale ancora oggi usato: il "leone rampante su tre colli(vedere anche Monte in araldica), con corona signorile in capo, circondato da due rami di ulivo e quercia".
Il leone sui colli raffigura il nome stesso del comune ed in araldica simboleggia la forza, il coraggio, la grandezza, il comando, la magnanimità.
La corona è invece simbolo di dominio feudale e di nobile signoria.
Il ramo di quercia e di ulivo rappresentano rispettivamente, fin dall'antica Roma, l'uno forza, potenza, virtù, coraggio, dignità e perseveranza, l'altro è segno di pace.
Tale simbologia risulta già esistente dai più antichi documenti d'archivio risalenti alla fine del Quattrocento, in sigilli di ceralacca, successivamente nei primi timbri ed infine nelle carte intestate del comune.
Nella chiesa del SS. Crocifisso il leone rampante su tre colli si può osservare sia dipinto all'interno in una delle porte laterali dell'altare maggiore, sia all'esterno scolpito in una pietra datata 1636 sopra la porta d'ingresso. Lo stemma è anche visibile in un grande riquadro in cotto nella torre dell'orologio.
Fin da XIV secolo la vita interna del castello viene regolamentata da leggi raccolte in uno statuto, che è insieme normativo di diritto pubblico, amministrativo, civile e penale.
Il governo supremo dell'amministrazione pubblica è nelle mani di un Vicario, rappresentante del nobile feudatario; egli è anche giudice competente in materia civile e penale: lo statuto gli attribuisce un potere di giudizio insindacabile e la possibilità di comminare pene anche molto severe, fino alla morte. Nella gestione del castello il Vicario è affiancato da un Balio (oggi diremmo segretario comunale), da un Camerario (tesoriere) e da un Consiglio.
Al buon andamento della cosa pubblica sono preposti anche tecnici ed esperti: Periti, Estimatori, Massari, Esattori dei dazi ed un Rettore della "Misericordia", istituzione con fini assistenziali
Sempre in quel periodo ha origine
- La Confraternita del SS.mo Sacramento sorge sulla scia del miracolo di Bolsena (1263), dell'istituzione, ad Orvieto, della festività del Corpus Domini, e alla traslazione del Sacro Corporale; tale culto viene alimentato dalla predicazione di San Bernardino e successivamente il Concilio di Trento (1545-1563) stimola una capillare diffusione delle Confraternite del Sacramento.
- non così la Confraternita della Morte, che si prefigge il compito del seppellimento dei defunti, la cui origine è anteriore, legata forse alla costruzione del castello.

Tali istituzioni religiose sopravvivono per molti secoli fino agli anni cinquanta, quando vengono sciolte dalle autorità ecclesiastiche per motivi politici legati alla presenza di elementi iscritti a partiti di matrice marxista (PCI e PSI) all'interno delle stesse, cosa che la Chiesa non può in quel periodo di guerra fredda evidentemente sopportare.
Dante Alighieri nel 1300 inizia a lavorare alla sua Divina Commedia; nel VI canto del purgatorio ricorda anche gli aspri e cruenti scontri fra le varie fazioni che si svolgono ad Orvieto fra Monaldeschi e Filippeschi:
Monaldi e Filippeschi, uom sanza cura:
color già tristi, e questi con sospetti!»
(Dante Alighieri, Divina Commedia Purgatorio Canto VI)
Lo stesso anno Bonifcacio VIII indice a Roma il primo Giubileo, dove Monteleone invia venti soldati in difesa dell'evento. Questo scrive dell'episodio Monaldo Monaldeschi della Cervara nel 1584:
In detto anno degli Orvietani furono mandati a Roma la Cavalleria del Comune per guardia, e sicurezza della Città, e del Papa istesso. Ed ancora molti fanti delle Castella, cioè Camposrsello, venti: Monte Orvietano: dodici: Fabbro, venti: Ficulle, cento: Santa Omna, dodici: Lerona, cinquanta: Cotona, trenta: Ficchino, venti: S.Casciano, quindici: Trainano, venti: Monte Leone, vinti: Monte Gabiano, venti: Carnaiola, sei: Monte Giove, sei»
(Comentari historici della città d'Orvieto, 1584, Monaldo Monaldeschi della Cervara)
Nel periodo compreso fra il 1305 ed il 1377, con lo spostamento della Sede Pontificia ad Avignone, il potere centrale si attenua e consente l'ascesa di potenti famiglie alla guida dei comuni più grandi ed importanti. Più volte dalla Francia i Papi tentano di inviare spedizioni armate senza però riuscire nell'intento di sopprimere le signorie locali.
In tutta Europa nel 1315 inizia la Grande Carestia, causa anche della piccola glaciazione; termina nel 1317 con milioni di morti.

### 1321 - 1345: Consiglio Dardalini ed il "Musaico"
Per volere dell'architetto Lorenzo Maitani, nella prima metà del XIV secolo, viene costruita nel contado del castello una fornace a servizio della "Fabbrica del Musaico" volta alla realizzazione della facciata del Duomo di Orvieto:
Mastro Consiglio Dardalini o Dardolino, applica l'oro e l'argento "sopra gli smalti preparati da Puccio di Lotto". Nel Duomo sono impegnati molti uomini di opifici ubicati in alcuni castelli del contado orvietano, ma
e deve essere veramente valido poiché, pur licenziato dall'Opera del Duomo per aver partecipato ad una rapina in San Casciano, viene graziato, con sentenza del 22 febbraio 1328 dai Signori Sette supremi magistrati orvietani, su richiesta dello stesso Maitani e degli Uffiziali dell'Opera
Infatti come ricorda Ludovico Luzi nel 1866, riportando per intero il
(Ludovico Luzi, "Il duomo di Orvieto descritto ed illustrato", Firenze tipografia dei successori Le Monnier via San Gallo nº 33, 1866)
In poche zone d'Italia si produce lo zafferano e Monteleone è fra queste. Come recentemente scrive Livia di Schino in un articolo le “Terre dello zafferano…(sono) Città della Pieve, Paciano, Panicale, Piegaro, Castiglione del Lago, Monteleone d'Orvieto e Montegabbione”
In Italia il croco si produce solo in alcune zone dell'Umbria, dell'Abruzzo della Sardegna e del senese. Questa specificità è già ricordata nello Statuto medievale del 1600 (ripreso a sua volta dallo statuto del 1407).
L'altra norma statutaria tratta “Di quello che meterà erba nelle, biade, legumi, Vignie, Are, Prati, di altri”
(Trascrizione di Sergio Giovannini dell'Antico Statuto di Monteleone del 1600 ripreso dal analogo documento del 1407 – Archivio Comunale di Monteleone d'Orvieto)
Quindi "Stopario" viene riichiamato dall'esilio e al suo ritorno accetta anche di essere pagato un terzo in meno della sua normale parcella.
Viene anche confermata la sua abilità, infatti senza la sua opera "di capo e direttore degli altri artefici fatti venire da Spoleto" è difficile far avanzare quei lavori che hanno reso unica al mondo la facciata del Duomo di Orvieto ed altre persone non sono in grado di sostituire validamente il Dardalini. La testimonianza del Bolletti è importante anche perché cita fonti autorevoli e controllabili da cui trae le notizie.
L'artista viene ricordato anche da Gaetano Milanesi:
(Documenti per la storia dell'arte senese raccolti ed illustrati da Gaetano Milanesi tomo III secolo XVI, Siena presso Onorato Porri 1856)
e sempre nello stesso libro, nella "Tavola dei luoghi e delle cose più notabili nominate ne' documenti e nelle note" dopo i "Capomaestri senesi'" vengono elencati gli altri "Artefici che vi lavorarono", tra cui
Il tempo però distrugge anche le opere d'arte e non sempre i recuperi vengono fatti a regola d'arte, così Luzi nel 1866 racconta con preoccupazione la sorte di quella facciata a cui da Monteleone da un così grande apporto:
(Ludovico Luzi, "Il duomo di Orvieto descritto ed illustrato", Firenze tipografia dei successori Le Monnier via San Gallo nº 33, 1866)

### 1331 - La comparsa dei Conti di Marsciano - Metà XV° secolo Orvieto cade sotto il dominio papale
Nel 1328 il castello di Monteleone è incendiato dai Filippeschi.
Dal Codice diplomatico di Orvieto si ricava che il 20 giugno 1331, in un palazzo di Ugolino discendente di Neri, viene stipulato un atto di giuramento e fedeltà dei signori di Montemarano alla città Orvietana; tra i testimoni compare il conte Tadeo "Bindoli de Monteione" appartenente alla casata dei Bulgarelli (ramo di Parrano). Nel suo Albero et istoria della famiglia de Conti di Marsciano Ughelli ricorda Bindo quale discendente diretto di Teveruccio/Tiberuccio di Lamberto; ma su questa parentela vi è qualche dubbio.
Il 10 dicembre 1339 il comune di Orvieto affida al Conte Nerio Bulgarello di Parrano dei Conti di Marsciano la custodia di Monteleone e Montegabbione con 50 soldati esperti.. Il fatto avviene dopo la soluzione, data dal comune di Orvieto, delle discordie insorte per questioni di confine tra i Marsciano e i Visconti di Campiglia. feudatari toscani molto potenti. L'Ughelli tuttavia non cita la fonte da dove proviene l'informazione.
Così racconta l'Ughelli:
(Ferdinando Ughelli Albero et Istoria della famiglia de' Conti di Marsciano, a cura di Maria Grazia Ottavini, Roma stampa camerale 1667, Marsciano2003)
Fra i contenuti dello statuto trecentesco, vi è anche la norma che istituisce e regola la festa dei santi patroni Santi Pietro e Paolo determinando la cerimonia che si deve svolgere in quel giorno e stabilendo anche la grandezza del cero che le autorità civili debbono offrire alla chiesa.
Così viene ordinato:
Ad honore e reverentia delle Beati Apostoli SS. Pietro e Paolo Habbiamo ordinato, che ogni anno nella sua festa dal cammerario di detto commune si compra un cerio di cera di peso di cinque libre, et il Vicario è consiglieri di detto commune lo offerisca al altare con li luminarij in mano, qual cerio mantre durarà si consumi ogni mattina quando si alza il corpo di Cristo.»
(trascrizione della copia del 1600 dell'originario statuto trecentesco a cura di Sergio Giovannini)
A tutt'oggi il rito viene ricordato con un corteo storico ed il dono al parroco di un grande cero portato a spalla da quattro Luminari
ed ancora
(Ferdinando Ughelli Albero et Istoria della famiglia de' Conti di Marsciano, a cura di Maria Grazia Ottavini, Roma stampa camerale 1667, Marsciano 2003)
Ma l'Ughelli aggiunge anche un altro tassello:
(Ferdinando Ughelli Albero et Istoria della famiglia de' Conti di Marsciano, a cura di Maria Grazia Ottavini, Roma stampa camerale 1667, Marsciano 2003)
Ed ancora sempre l'Ughelli:
(Ferdinando Ughelli Albero et Istoria della famiglia de' Conti di Marsciano, a cura di Maria Grazia Ottavini, Roma stampa camerale 1667, Marsciano 2003)

Questo evento si inserisce all'interno delle lotte orvietane all'interno dei Monaldeschi; Cipriano Manente così ricostruisce gli avvenimenti: 
(Cipriano Manente - Histoire)

Quindi Nerio, insieme a Binolo, Iacopo (Giacomo Bulgarelli) ed al conte Baldino Bulgarelli difendono i due castelli, ma hanno in cambio, l'esenzione da tutte le imposte; a riprova di ciò il Fumi ricorda: 
(Fumi Luigi: Ephemerides Urbevetanae… Discorso Historico degli accadimenti di Orvieto)
Quindi i conti citati - il 9 settembre 1346 - vengono obbligati a difendere il Patrimonio della città di Orvieto dalle incursioni; si attrezzano per le azioni difensive dei castelli di Montegiove ed assicurano la guarnigione nei castelli di Monteleone e Montegabbione. Portano a termine bene il loro lavoro, impiegano potenza militare, solerzia e spendono molto; nell'incarico usano intelligenza e capacità, tanto da ottenere pubblici riconoscimenti di benemerenza, encomi e, cosa ancor più importante in quei tempi difficili, l'esenzione dalle imposte comunali.
I documenti dell'Archivio storico di Orvieto, pur ricordando nella sostanza l'accaduto, non sono coincidenti con quanto sostenuto dall'Ughelli: essi riportano il 13 dicembre 1340 e non il 1339 quale data del primo incarico affidato ai vari conti. In tali atti è scritto che Nerio Nardi, Baldino Celli, Teveruccio Lamberti e Taddeo Binoli (cioè Taddeo di Bindo) sono nominati quali custodi dei castelli di Monteleone e Montegabbione.
Sono anni importanti per la cristianità: l'Antipapa Clemente VII, viene eletto a Fondi il 20 settembre del 1378 dai cardinali francesi, che avevano cessato di riconoscere il legittimo pontefice Urbano VI: è il primo dei papi dello scisma d'Occidente che durerà fino al 1417.
A metà XIV secolo la peste nera desola le città italiane; il Muratori ad esempio riferisce che muoiono nove persone su dieci. Orvieto e l'orvietano vengono indebolite non sfuggendo a tale calamità e diviene preda dell'arcivescovo Visconti, poi del signore di Viterbo Giovanni, Prefetto di Vico. Orvieto perde anche parte dei suoi possedimenti: Chiusi, Cetona e Sarteano vengono cedute a Perugia, mentre Chianciano, Abbadia San Salvatore, Pian Castagnaio, la Val d'Orcia e la Val di Paglia sono cedute a Siena.
Per far fronte al disastro viene stipulata una lunga tregua fra le varie fazioni e comuni contrapposti.
Nel 1350 gran parte dell'Umbria cade sotto l'autorità papale con il legato pontificio cardinale Egidio Albornoz, che viene incaricato di recuperare le terre pontificie. Alla morte di papa Innocenzo VI, nel 1367, Orvieto si arrende incondizionatamente, con tutto il suo territorio alla Chiesa.

### 1350 - La guerra di Orvieto al Conte Bulgaro
Nella metà del XIV secolo domina il paese un certo conte Bulgaro che appartiene ad un ramo collaterale dei Bulgarelli. Viene descritto come uomo valoroso, coraggioso e deciso: organizza anche "cavallate" - vere e proprie spedizioni armate nelle quali vengono uccise persone e predati animali - contro i castelli del contado orvietano.
Nel 1350 i Monaldeschi inviano al Conte Bulgaro un'ingiunzione minacciosa a cui segue una “cavallata” da parte di Orvieto, per ordine dei Priori, con l'incarico di distruggere Castel Brandetto nel territorio Monteleonese, da dove partono le azioni contro le terre orvietane.
Il bando dei Priori di Orvieto emesso contro il Bulgaro così dispone:
(Decreto del Comune di Orvieto emesso contro il Conte Bulgaro, Archivio del Magistrato di Orvieto, libro dell'anno 1350 Car cxxi. Traduzione a cura di Maria Grazia Ottaviani tratta da Ferdinando Ughelli Albero et Istoria della famiglia de' Conti di Marsciano, 1667)
Con il decreto il Bulgaro viene anche bandito da tutto il territorio orvietano.
Il 13 luglio 1350 i Monaldeschi muovono contro i castelli dei Bulgarelli: con 130 cavalieri e 3000 fanti (sull'attendibilità di tali cifre si veda la nota) gli orvietani prendono Parrano e “cominzarono a dar guasto”; il giorno successivo arrivano a Monteleone ed occupano Castel Brandetto o Berneto e la Badia di S. Pietro d'Acqualta o Castel di Fiori ubicata vicino a Montegabbione.
Dopo la conquista di Castel Brandetto non è chiaro se gli orvietani danno seguito alla distruzione del castello, come ordinato nel bando: su tale punto le fonti storiche non sono concordi; ad esempio Francesco di Montemarte, alleato di Orvieto, tende a sostenere che tale distruzione sia in effetti avvenuta, infatti così racconta:
(F. A. Gualterio,“Cronaca inedita degli avvenimenti d'Orvieto 1333-1400” Torino 1847)
Il Bulgaro, ormai circondato, raggiunge un accordo di pace con Orvieto: è obbligato a pagare 1000 fiorini d'oro ed a lasciare in ostaggio suo fratello Ugolino, fino al totale pagamento della rilevante somma. L'ostaggio però ha la malaugurata idea di fuggire: per ritorsione i Monaldeschi costringono Bulgaro a pagare anticipatamente e per intero quanto pattuito. Torna in tal modo la pace ed al nobile viene perfino revocato il bando con tutti gli onori del caso.

## Seconda metà XIV secolo
Nell'ottobre 1358 il Prefetto di Roma Giovanni di Vico (Signore di Viterbo, Orvieto, Bolsena e di altri castelli nel ternano, viterbese e reatino) in guerra al fianco di Perugia contro Siena, entra a Monteleone con 300 soldati e preda circa 700 capi di bestiame.

### 1366 - La compagnia degli inglesi
Il Papa, nel marzo 1366, mette insieme molte truppe (addirittura 15.000 uomini racconta Francesco di Montemarte) fra cui una forte compagnia di inglesi, al fine di riconquistare Vetralla nelle mani di Messer Anichino (Anecchino).
Raggiunta la pace gli inglesi non se ne vanno e saccheggiano ed attaccano molti territori fra Orvieto e Perugia mietendo molte vittime; sono fatti prigionieri a "Peroscia", ma una volta liberati tornano nell'orvietano, fra cui a Monteleone, provocando scontri, saccheggiando e prendendo altri prigionieri; questo il racconto di Francesco di Montemarte:
Martedì a dì quattro di novembre si partì la detta compagna dal contado di Orvieto, et andossene nel contado di Ascisi: sicché stette la detta compagna intorno a Orvieto due mesi di sodo, che ci fecero grandissimi danni, e pigliaro prigioni, ciò fu questa la compagna degl'Inglesi con molti altri Italiani.»
(Francesco di Montemarte, Cronaca inedita degli avvenimenti d'Orvieto e d'altre parte d'Italia dall'anno 1333 all'anno 1400, stamperia Reale 1846 Torino)

### 1369 e seguenti - Monteleone ad Ugolino di Montemarte
Il Castello rimane sotto il diretto controllo di Orvieto fino al 1373 quando l'imperatore Carlo IV di Boemia dona a Guglielmo di Beaufort (visconte di Turenna detto il Villata) la città di Chiusi ed i castelli, ville, terre e paesi che fanno parte della diocesi chiusina: Monteleone, Sarteano, Cetona, Chianciano, Piegaro, Panicale, Paciano, Monticchiello, Camporsevole, Castiglione del Lago, oltre a tutte le terre che appartengono alla giurisdizione di Cortona.
Il Fumi ricorda che Monteleone viene dato nel 1375, al conte Ugolino di Corbara grazie anche all'appoggio ricevuto dai Mercorini, fazione dei Monaldeschi che domina in quel periodo Orvieto: i diritti del castello sono ceduti dal Signore di Chiusi insieme a quelli su Montegabbione. Il Montemarte non ha la vita facile in quanto il castello è sempre conteso dai Bulgarelli che già possiedono il vicinissimo Castel Brandetto.
Se il passaggio di Monteleone ai Montemarte in quel periodo è un fatto certo, quella appena prospettata è solo l'ipotesi più attendibile, ma dai documenti si ricavano almeno quattro tesi alternative su come avviene effettivamente l'acquisizione:
- Ugolino acquista nel gennaio 1369 i castelli dall'Imperatore Carlo di Boemia e nel 1375 ne acquista i diritti anche dal Signore di Chiusi.
- Guglielmo di Beaufort, sempre nel gennaio 1369, muove lite sopra i castelli di Monteleone e Montegabbione e li vende ad Ugolino di Montemarte.[22]

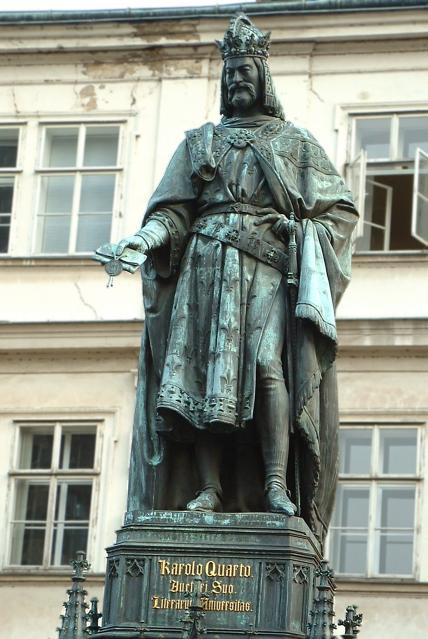
l'imperatore Carlo IV

- Nel 1370 Monteleone, insieme al castello di Montegabbione, viene donato dall'Imperatore a Guglielmo di Beaufort che usa il castello nella sua guerra contro Orvieto; nel 1373 Monteleone passa ad Orvieto ed è affidato ad Ugolino che però non può entrarvi perché contrastato dai Bulgarelli conti di Marsciano.
- Nel 1373 il Visconte di Turenna (Lorena) conquista Monteleone appartenente a Chiusi; l'anno successivo lo vende ai Montemarte ai quali lo riprende nel 1377; infatti come ricorda il Dizionario di erudizione storico-ecclesiastica da S. Pietro sino ai nostri giorni del 1848

("Dizionario di erudizione storico-ecclesiastica da S. Pietro sino ai nostri giorni" compilato dal cavaliere Gaetano Moroni Romano secondo Aiutante di Camera di Sua Santità Pio IX - Vol. XLIX, in Venezia dalla tipografia emiliana 1848)
Nel dicembre 1376 Ugolino riceve una lettera di encomio dal Papa per il modo con il quale conduce la lotta contro i ribelli della Chiesa. Riacquisisce anche le terre della Val di Chiana al Conte Ludovico di Bindo Brandetto, suo parente.

### 1377: le tasse di Ludovico e la "Confederazione" del Bulgaro
Dopo il dominio di Ugolino, Monteleone passa a Ludovico Bulgarelli dei Marsciano, nominato Vicario da Ugolino stesso e già proprietario di Montegabbione.
Sempre in quell'anno l'abate conte Nicolò (conti di Montegiove altro ramo dei Bulgarelli), oppresso dalle esose imposte orvietane, solleva in merito forti contestazioni di fronte al tribunale ma, il comune di Orvieto, non attende la sentenza richiesta dal nobile; Nicolò è così costretto a richiedere aiuto al comune di Perugia. Per rafforzare la richiesta di protezione e di soggezione si confedera con i suoi nipoti Bulgaro di Tiberuccio, Federico di Baldino conte di Parrano, Ludovico di Bindo Signore di Brandetto e Bernardino di Azzo, tutti della famiglia Bulgarelli.
Il conte Bulgaro cerca di concretizzare quanto progettato dai nobili chiedendo ai Priori di Perugia di poter trattare la costituzione di una confederazione fra quel comune ed alcuni territori e fortilizi fra i quali: Montegiove, Parrano, Monteleone, Castel Brandetto, Corniolo, Abbazia di Monte Orvietano, Abbazia di Acqualta (Castel di Fiori), situati nel territorio di Orvieto; chiede anche che tali castelli godano degli stessi diritti e giurisdizione già vantati nei territori ricadenti nel territorio di Perugia di proprietà dello stesso Bulgaro.
Nel Libro della Cancelleria di Perugia, dell'Anno 1377 si conferma memoria dell'accaduto con le seguenti parole, di stima verso il Bulgaro:
(Ferdinando Ughelli Albero et Istoria della famiglia de' Conti di Marsciano, 1667 traduzione a cura di Maria Grazia Ottavini, Marsciano 2003)
Quindi il conte Bulgaro ottiene realmente udienza, ma non si conosce l'effettivo esito delle richieste formulate.

### 1377: la cacciata di Ludovico da Marsciano
Sempre nel 1377 Ludovico, tradito da alcuni suoi uomini e da Ranuccio di Petruccio da Migliano (anche lui dei Marsciano), viene cacciato dal castello. Il conte di Brandetto cede allora definitivamente i suoi diritti su Monteleone a Ranuccio nonostante la promessa di quest'ultimo di restituire il castello dopo un anno. Nel 1379 muore il nobile Bulgaro, lascia sei figli: Bindo, Tiberuccio, Guido, Ugolino, Uguccione e Contessa.
In quell'anno molte truppe perugine muovono guerra contro Francesco di Montemarte a Cetona, Monteleone ed in altri luoghi della Valdichiana. Il Conte Francesco ordina quindi una spedizione contro Chiusi posta a controllo di Perugia; a tale azione militare partecipano anche Ugolino di Montemarte, Ranuccio di Giovanni e Ridolfo, nipote di Ugolino: la coalizione sconfigge i Perugini. Nel 1380 Francesco di Montemarte mette a guardia di Monteleone Ludovico, Piergiovanni, e Ranuccio da Migliano.

### 1382/1388 - I Montemarte ed i Marsciano di nuovo in guerra - La morte di Ugolino
Nel 1380 Orvieto viene occupata dalle truppe dell'Antipapa Clemente VII° e si ritrova coinvolta nelle vicende dello Scisma d'Occidente.
1382: Ugolino da Corbara, con l'aiuto della cavalleria di Giovanni Azzo degli Ubaldini e Simonetto Orsini, tutti al servizio della Chiesa contro l'Antipapa, riconquistano Monteleone, Montegabbione, bruciano Castel di Fiori e cacciano i Bulgarelli (Ranuccio e Piergiovanni di Marsciano che avevano occupato nuovamente Monteleone e Montegabbione nel 1381 con il favore dei Muffati).
Nel 1387 i conti di Corbara, entrano di nuovo in lite con i Bulgarelli i quali, aiutati da Pietro Farnese (parente dei Montemarte), tradiscono la fiducia loro accordata, distruggono il molino di Monte Orvietano e bruciano tutte le case di Monteleone.
A queste azioni militari segue una forte reazione; i Montemarte distruggono e bruciano le ville e case di proprietà dei Bulgarelli a Castel di Fiori e Parrano: quest'ultimo castello, in particolare, è messo a ferro e fuoco dagli abitanti di Monteleone, Montegabbione e Cetona.
A 63 anni, nel 1388, muore il Conte Ugolino di Montemarte, certamente il maggiore esponente della casata, uomo politico, d'arme, di cultura, valido ingegnere, guelfo, fedele e potente alleato dei Monaldeschi e del cardinale Albornoz. Questo il ricordo suo fratello Francesco:
(Francesco di Montemarte Conte di Corbara, Cronaca inedita degli avvenimenti d'Orvieto e d'altre parte d'Italia dall'anno 1333 all'anno 1400, corredata di note storiche e d'inediti documenti dal Marchese Filippo Antonio Gualterio stamperia Reale 1846 Torino)

### Fine 1300 - La controversia con il Pellino - Monteleone va a Francesco di Montemarte

Lo stemma dei Baglioni

Nel 1393 Pellino Baglioni, che ha la proprietà di Castel della Pieve, pone a saccheggio Piegaro, fa uccidere molti fra i migliori uomini e ne caccia 40; la maggior parte dei fuoriusciti ripara nel castello di Monteleone.
Francesco di Montemarte racconta di aver ricevuto i fuggitivi perché i piegaresi sono suoi amici; al Baglioni però l'ospitalità offerta non piace ed invia al Corbara una minacciosa missiva in cui lo si intima di cacciare gli ospiti. L'ordine non viene eseguito ed il Pellino, insieme ad altri, dichiara la sua aperta inimicizia al Montemarte.
Un'altra versione dei fatti, parzialmente differente, ci viene data dal Bolletti:

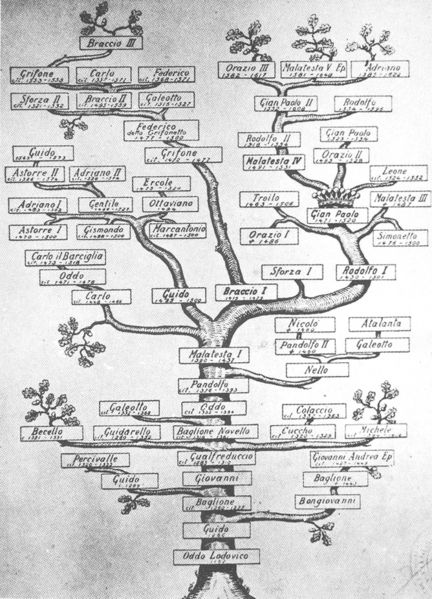
L'albero genealogico relativo al ramo principale del casato Baglioni.

Questi fu cacciato da Pandolfo, e Pellino Baglioni, accusandolo fautore de' Raspanti, e Michelotti . I medesimi armarono gente, e portaronsi segretamente, e di notte tempo al Piegaro contro i Raspanti, ove uccisero alcuni de' principali del luogo, e dettero il Saccheggio. Inviaronsi quindi verso Castel della Pieve contro Giovanni di Vanni Bandini, ed altri Michelotti, i quali lasciando il Paese, e la Rocca in buona custodia, corsero a presidiare Monte Leone, e Monte Gabbione. I Perugini suddetti presero il Paese, e cominciarono a battere la Rocca con l'ajuto del Conte Ranuccio Montemarte, e sua gente; ma retrocedettero all'istante, che sentirono esser prossimo a prestar soccorso alla Pieve Luca della Cervara con fanti, e cavalli, ed anche Monaldo di San Cassiano con 200. cavalli, il Capitan Luca da Canale, ed altri Beffati e Messer Odoardo venuti della Marca in favor di Biordo Michelotti.
Fu liberata perciò la Rocca, ripresa la Pieve, ed il Piegaro, e furono discacciati i Perugini contrari ai Raspanti, e Michelotti»
(Giuseppe Bolletti Notizie istoriche di Città della Pieve, Perugia 1830)
Quindi viene preso Piegaro, ma vi sono alcune differenze sostanziali fra le due ricostruzioni degli avvenimenti:
1. Città della Pieve, secondo il Bolletti, non viene completamente espugnata dai perugini (il paese cade ma la Rocca resiste) e viene liberata grazie all'intervento dei Monaldeschi della Cervara.
2. È confermato l'attacco a Monteleone ma non si fa menzione della storia dell'amicizia con i piegaresi.
3. Altra differenza sostanziale è l'appoggio al Baglioni dato dal conte Ranuccio di Montemarte, mentre invece Francesco di Montemarte sostiene la inimicizia con Pellino (nonostante i tanti favori a lui fatti dalla sua famiglia) tanto da subire "dispetto a Scitona..."; se sono corrette le due ricostruzioni storiche, vi è una sola possibile risposta: Ranuccio e Francesco non hanno la stessa idea riguardo al Pellino. #Bolletti non fa alcuna menzione del ruolo avuto da Francesco di Montemarte, mentre nella narrazione scritta da quest'ultimo la propria figura assume uno dei ruoli principali[24].

Nel 1399 (o 1397) il Papa Bonifacio IX affida definitivamente il feudo al Conte Francesco di Montemarte di Corbara dietro il pagamento.
La richiesta di un falcone all'anno in cambio di un castello è all'epoca prassi normale.
Tale donazione, secondo l'enciclopedia Treccani.it, è da farsi risalire ad una ricompensa per i servizi resi infatti
(DaTreccani.it)

## XV secolo

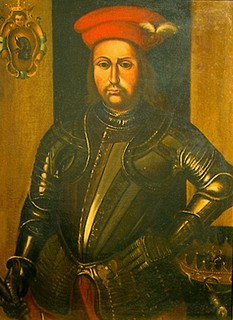
Andrea da Montone detto Braccio da Montone

Agli inizi del XV secolo Braccio da Montone sottomette quasi tutta l'Umbria ma, nel 1424, cade in un sanguinoso scontro con le truppe Pontificie. Nel periodo successivo, per più di un secolo, si alternano continue lotte intestine fino al 1540.
Nel XV secolo sorgono i palazzi attorno alla piazza centrale del castello.
Sempre durante il Quattrocento, nella campagna intorno a Monteleone, si formano alcuni villaggi: Perumpetto, Santa Maria Maddalena, Colle Alto, San Lorenzo. Ciascuno di essi si costruisce la propria chiesetta che dipende dalla chiesa parrocchiale e dai suoi cappellani.

### 1400 - Il cambio di alleanze: i Montegiove con i Corbara, Manno con i melcorini
Nel 1400 vi è un radicale capovolgimento di alleanze: gli uomini di Montegiove, castello di proprietà dei Marsciano, si alleano con Francesco di Corbara contro Manno Bulgarelli, mentre quest'ultimo si allea alla fazione Monaldesca dei Malcorini, generalmente schierata con i Montemarte, quando da sempre è stata seguace dei Muffati (altra fazione dei Monaldeschi).
A seguito di tali cambiamenti Francesco di Montemarte entra a Montegiove (roccaforte dei Marsciano) e gli uomini di quel castello, passati ai suoi ordini, bruciano nella piazza di Monteleone due scatole chiuse di scritture attinenti alla loro casata, per dimostrare disprezzo verso Manno; tra i documenti bruciati vi sono quattro antichi e nobili Privilegi. Scrive dell'episodio l'Ughelli:
(Ferdinando Ughelli, Albero et Istoria della famiglia de' Conti di Marsciano , Roma stampa camerale 1667, a cura di Maria Grazia Ottavini, Marsciano 2003)
Nel 1401 muore Francesco di Corbara, senza aver presentato mai il censo (uno sparviere nella festa di san Pietro e Paolo) ed i suoi figli decadono nell'investitura del Castrum Montis Leonis, ma un suo figlio Ugolino, ne ottiene la rinnovazione dal Papa per sé e per i suoi discendenti. Nel 1408 "quattro boni e provvidi hommini" monteleonesi sono chiamati ad apportare aggiunte e modifiche allo statuto stilato nel XIV secolo.
Nel 1418 Cherubino degli Ermanni da Perugia, signore di Città della Pieve e parente di Braccio da Montone, conquista i castelli di Monteleone e Montegabbione,
strappandoli al Conte Ugolino da Montemarte, figlio di Francesco e nipote del più famoso Ugolino di Corbara.
Dopo essere stato ferito a L'Aquila ed aver rifiutato tutte le cure, nel 1424 muore Braccio da Montone.

Stemma del cardinal Vitelleschi

1434: Manno Bulgarelli, insieme ai Muffati o Monaldeschi della Cervara (ramo principale della casata di stretta osservanza guelfa), conquista i castelli di Monteleone e Montegabbione. Questo ricorda l'Ughelli:
(Ferdinando Ughelli, Albero et Istoria della famiglia de' Conti di Marsciano a cura di Maria Grazia Nico Ottavini, Marsciano 2003)
Nel 1437 i due castelli, per l'interposizione del Cardinal Vitelleschi, vengono restituiti ad Orvieto.
Manno Bulgarelli nel 1439, a 79 anni, muore nel suo castello di Parrano: lascia 15 figli di cui 4 maschi e 11 femmine.

### 1442 - I monteleonesi in soccorso di Francesco da Carnaiola
Il 20 agosto 1442, Francesco da Carnaiola raduna alcuni uomini ed assalta Città della Pieve e Paciano; prende prigionieri e preda animali, ma lui stesso cade in mano pievese. Nel frattempo alcuni uomini di Castel della Pieve che stazionano a Monteleone accorrono in soccorso della città, mentre gli uomini di Monteleone soccorrono Francesco che viene liberato ma deve, a sua volta, lasciare liberi i prigionieri ed il bestiame. Vi sono molti morti e prigionieri e rimangono uccisi anche 40 cavalli. Così racconta l'episodio il Diario del Graziani:
(Annali attribuiti a uno di casa Oddi, Cronache e storie inedite della Città di Perugia dal MCL al MDLXIII seguite da inediti documenti tratti dagli archivi di Perugia, di Firenze e di Siena - Cronaca detta "Diario del Graziani" con supplementi d'altro Cronache inedite (1150-1491)- Firenze 1850)
Lo stesso episodio viene raccontato anche dal Bolletti che però lo pone nel 1449:
(Giuseppe Bolletti Notizie istoriche di Città della Pieve, Perugia 1830)

### 1443 - Niccolò Piccinino ed il sacco di Monteleone e Montegabbione

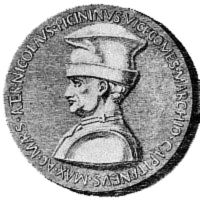
Niccolò Piccinino: ritratto

Maggio e giugno 1443: Niccolò Piccinino assedia a Monteleone e Montegabbione Andrea Corso (Andrea Corsi) e Ugolino da Montemarte; i due castelli, ridotti alla fame dopo un mese, vengono conquistati e saccheggiati. Il Piccinino salva gli abitanti ed i difensori; Ugolino ed Andrea lasciano non solo Monteleone e Montegabbione, ma anche la fortezza di Carnaiola.
( Biografie dei capitani venturieri dell'Umbria Vol. I., scritte ed illustrate con documenti da Ariodante Fabbretti, Tip. di Angiolo Fumi 1842)
Dopo appena due mesi nell'agosto del 1443 Sarpellione o Ciarpellone (Antonio Attendolo o da San Severino, Ciarpellone da Parma) provenendo da Monticchiello nel senese (bassa Toscana), caccia i soldati perugini del Piccinino che presidiano Monteleone d'Orvieto e fa rientrare Ugolino di Montemarte nei due castelli.

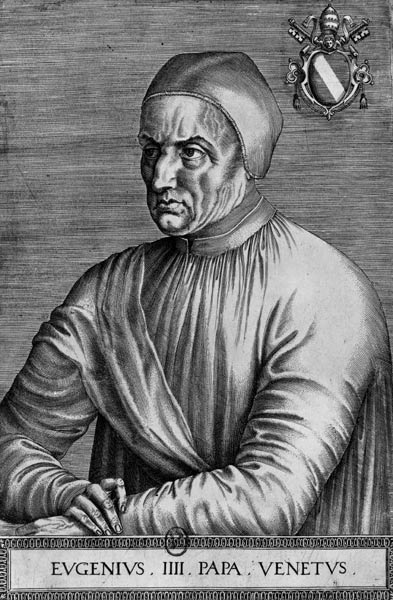
Papa Eugenio IV

Riacquisiti Monteleone e Montegabbione, Nicolò figlio di Ugolino, promette i due castrum a Papa Eugenio IV.
1459: Papa Pio II ordina che la remissione del sussidio della camera apostolica, fatta da Ugolino, sia spesa per la riparazione delle mura difensive di Monteleone e Montegabbione; stabilisce inoltre che i due paesi debbano continuare a godere dei privilegi concessi dai suoi predecessori, Niccolò V e Papa Callisto III.
Secondo il Grossi dal 1460 gli uomini di Camporsevoli giurano obbedienza ai Priori della città di Orvieto obbligandosi a pagare un cero di 10 libbre il giorno dell'Assunta. A Monteleone d'Orvieto esistono ricevute del pagamento nell'archivio.
Nel 1480 Niccolò detto il Fracassa, uno dei figli di Ugolino da Corbara, muore senza prole ed il Castrum viene concesso da papa Sisto IV a suo nipote il conte Bartolomeo della Rovere insieme ad altri feudi. Il Corgna ritiene che
Nel 1481 Monteleone viene riacquisito dagli orvietani per 4000 ducati: il della Rovere, infatti, riconosce il castello, "per diritto di compera", come feudo del comune di Orvieto.

### 1491/1497 - La lunga guerra dei Bandini ed il "Trattato per Monteleone"
La pace non dura a lungo a causa dei Bandini di Castel della Pieve: la loro è una signoria al servizio delle armate della Repubblica di Firenze e della Serenissima.
Cesario Bandini è la figura più notevole ed illustre della sua casata: nel 1491 sposa Donna Marsilia, (o Manfilia) dei Conti di Montemarte da Corbara figlia di un fratello del Fracassa.
La Contessa pretende dai fratelli il castello di Monteleone: tale richiesta apre una vicenda che decreta, questa non potesse più vantare diritti di carattere feudale sui possedimenti, tuttavia poteva mantenere quelli cosiddetti Alloidali, cioè legati alla proprietà dei beni immobili.
Ma, anche a causa delle lungaggini giudiziarie, la lite finisce in un lungo conflitto (1491-1497).
In quell'anno, il marito Cesario ed il figlio Bandino, forti anche dell'aiuto degli Orsini, con la cui famiglia vantano parentela, non esitano a passare alle vie di fatto ed occupano il territorio orvietano.
Nel 1491, quindi, i condottieri di ventura pievesi, penetrano nell'orvietano con Guido e Rodolfo Baglioni e conquistano anche Montegabbione, Fabro e Salci.
Nel novembre 1493 interviene Papa Alessandro VI che, da Orvieto, ordina a Bandino di abbandonare Monteleone e le altre terre occupate.
Nell'estate del 1495 Bandino apre di nuovo le ostilità con continue minacce ad Orvieto;
Giulio e Paolo Orsini, su incarico di Cesare Borgia, detto il Valentino, premono inutilmente nei suoi confronti per farlo desistere dall'offensiva.
L'azione di Bandino contro Orvieto volta a recuperare Monteleone prosegue anche nel 1496.

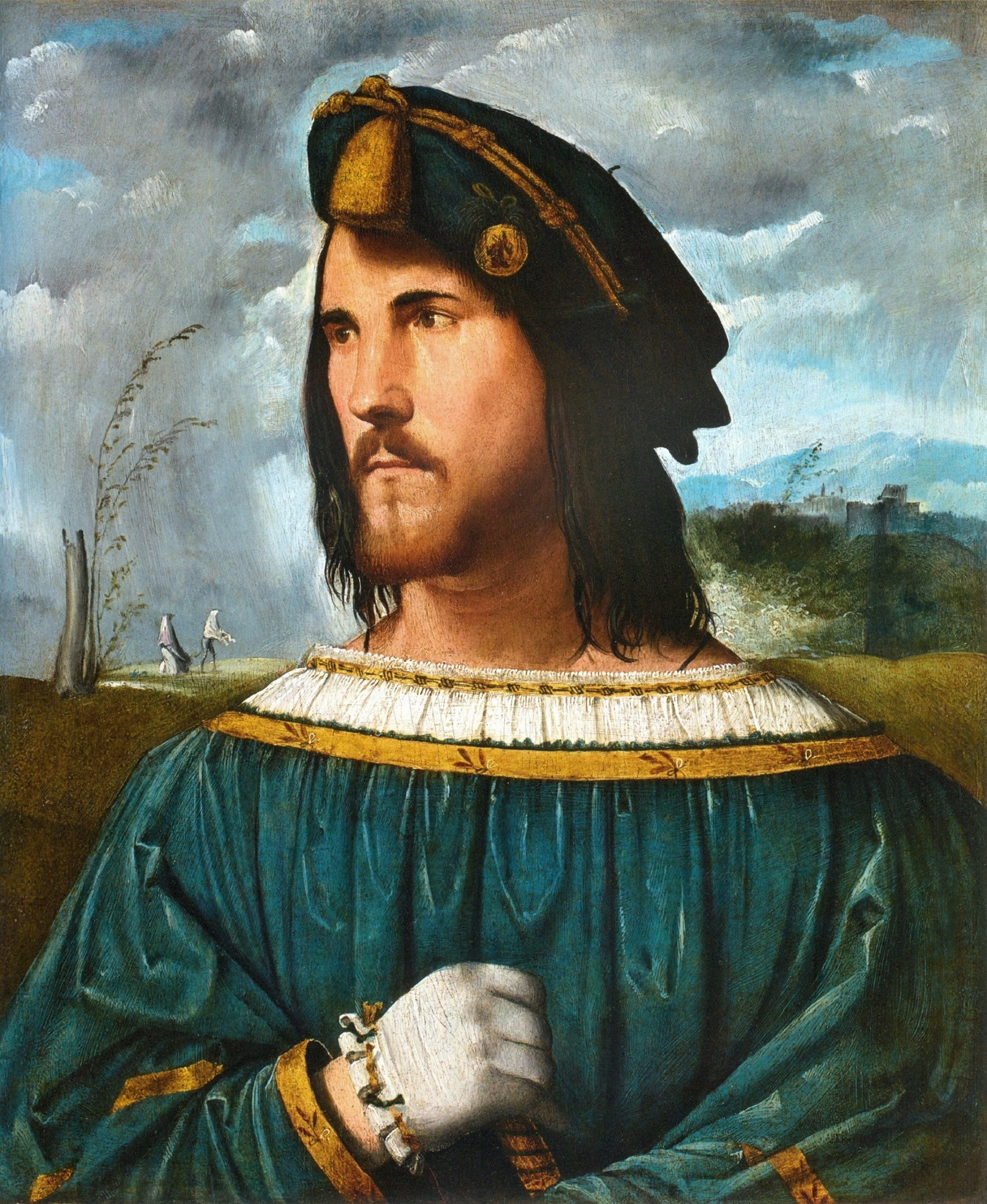
Cesare Borgia

Sempre in quell'anno Camillo Vanvitelli (Città di Castello 1459 – 1496) e suo fratello Paolo (1461 – 1499 ottobre) sono assoldati dai francesi contro gli aragonesi; i due persuadono anche Virginio Orsini (1445 circa - 1497 gennaio) a seguirli nell'impresa: nelle loro azioni saccheggiano Monteleone - perché gli abitanti negano loro le vettovaglie - ed ottengono con l'uso della forza gli alloggiamenti per le truppe. Camillo Vanvitelli piomba anche sulla vicina Castel di Fiori (Montegabbione), la espugna ed uccide tutti gli abitanti, compresi i bambini.
Sempre in quell'anno Vitellozzo Vitelli genero di Paolo Orsini, provenendo da Città di Castello con 200 uomini d'arme e 1800 fanti umbri, conquista Monteleone per il Bandino, prende i castelli di Ficulle e della Sala e mette sotto assedio anche la città di Orvieto. L'esperienza fatta con i francesi, gli permette di apportare nelle sue schiere ed artiglierie alcune importanti innovazioni; ha inoltre carri più maneggevoli, picche più lunghe di 70 centimetri ed addestra i suoi uomini al combattimento in quadrato, come gli svizzeri.
Nell'aprile 1497 Bandino perde Fabro ed inizia altre trattative di pace fino a giugno e, grazie al Baglioni, arriva una tregua che non viene rispettata da Orvieto. Dietro ordine del Papa Alessandro VI, le truppe pievesi subiscono un attacco a Monteleone dall'esercito guidato da Gentile Monaldeschi della Cervara che può contare su 66 cavalli leggeri, 160 fanti ed alcuni uomini d'arme fra cui: Michelotto Coreglia (Spagnolo di Valencia), Paolo Albanese, Pirro e Mario dei Conti di Marsciano.
Nel 1497 anche Ludovico dei Conti di Marsciano cerca inutilmente di mediare nel conflitto.
Il comune di Orvieto riconquista così il castello della Sala e sconfigge Ippolito Bandini, vicino a Ficulle.
Alla fine del Quattrocento le Confraternite assumono proporzioni, possedimenti e rendite consistenti. Risultano essere esistenti in tale periodo:
- la Confraternita del SS.mo Sacramento,
- la Confraternita del SS.mo Crocifisso,
- la Confraternita della SS.ma Annunziata,
- la Confraternita della Buona Morte o Suffragio.

In quel periodo è operante anche la Confraternita di assistenza di San Rocco, che ha un lazzaretto, nella Chiesa di San Rocco oggi non più esistente.
Di Mario dei Conti di Marsciano Ferdinando Ughelli ricorda:
(Ferdinando Ughelli, a cura di Maria Grazia Ottavini, Albero et Istoria della famiglia de' Conti di Marsciano, Roma 1667)
e questo scrive su di lui il Bolletti:
(Giuseppe Bolletti Notizie istoriche di Città della Pieve , Perugia 1830)
Gli orvietani, forti delle vittorie conseguite, si accampano nei pressi di Città della Pieve, vicino alla chiesa di Sant'Angelo e pongono un assedio che dura un mese; le artiglierie dei difensori però li costringono ad allontanarsi verso Montegabbione. Il Bandino ha così la possibilità di uscire dal castello con 20 cavalli e 30 fanti ed inseguire i propri nemici; cattura Paolo Albanese, che viene subito liberato mentre le altre truppe, alla cui testa vi è Pirro dei Conti di Marsciano, sono sorprese e messe in fuga.
Dopo la vittoria, Bandino, si sposta ad Allerona con 25 cavalieri e 60 fanti, dà alle fiamme alcune case e razzia numerosi capi di bestiame; arriva fino a sotto Orvieto, depreda ancora bestiame, prende qualche prigioniero e sorprende in un'imboscata carri con vettovaglie diretti a Ficulle. Corrado Monaldeschi gli si fa incontro e Bandino si vede costretto a ripiegare.
La situazione militare orvietana comunque non è delle migliori tant'è che si fanno avanti compagnie di ventura che si propongono quali risolutrici della guerra. Fra queste vi è la compagnie di un certo Brandolino (a nome di Antonello) che mette a disposizione di Orvieto una quantità notevole di truppe; prova ne è una lettera dell'8 luglio 1497, indirizzata ai conservatori della pace e scritta da Giulio, Prurito, Vispisiano e Pierfrancesco (si firmano solo con il nome) i quali informano:
(ASO, arch. St. com., lettere originali, b 691, fasc. 1/1)
La guerra si conclude l'11 luglio 1497 con il “Trattato di Pace di Monteleone”, che contiene pesanti condizioni per Orvieto e Monteleone. In particolare, Salci entra definitivamente a far parte del territorio dei Bandini e di Città della Pieve. Gli orvietani si assicurano, invece, proprio il castello di Monteleone, causa della guerra scatenata dai Bandini, quale feudo riservato al dominio Vaticano.
Orvieto riprende possesso di Monteleone il 13 luglio 1497 appena due giorni dopo il "trattato di pace"

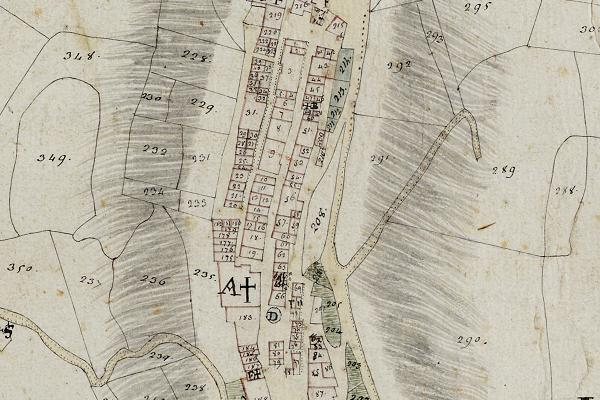
Castrum Montis Leonis: antica pianta della parte iniziale del centro storico

In questo stesso periodo il comune di Orvieto provvede a restaurare e rinforzare la rocca fortificata e le costruzioni difensive del castrum Montis Leonis: i lavori sono commissionati all'architetto Belforte di Jacopo da Como. Viene ristrutturata la porta nord del paese, dove si crea una vera e propria rocca, con il cassero difeso da robuste mura di cinta di modo che
Viene anche costruito un fossato con ponte levatoio. Da una carta topografica del 1500 e da altri documenti si deduce che alla fine del Quattrocento, lungo la via centrale, l'abitato del castello giunge fino alla porta nord. Nel 1498 il castello viene dato da Alessandro VI a suo figlio Cesare Borgia.

## XVI secolo
Al XVI secolo risale il catasto di Monteleone, conservato presso l'Archivio storico del comune.
Agli inizi del Cinquecento la Compagnia della SS.ma Annunziata raggiunge piena efficienza. Così pure la Confraternita del SS.mo Sacramento con sede nella Cappella della Chiesa Parrocchiale.
Sempre in tale periodo la chiesetta del Crocefisso riveste una certa importanza. Viene costruito, ai suoi lati e di fronte, un ampio portico ancora visibile. Tale aggiunta ha due scopi: uno di culto, per momenti di preghiera e per accogliere i devoti in occasione di solenni funzioni; l'altro è quello di fornire la possibilità di rifugio ai viandanti e pellegrini che vanno a Roma o ad Assisi. È da ricordare, a tal proposito, che Monteleone è situato in un itinerario che dalla celebre Via Francigena porta alla Porziuncola d'Assisi.

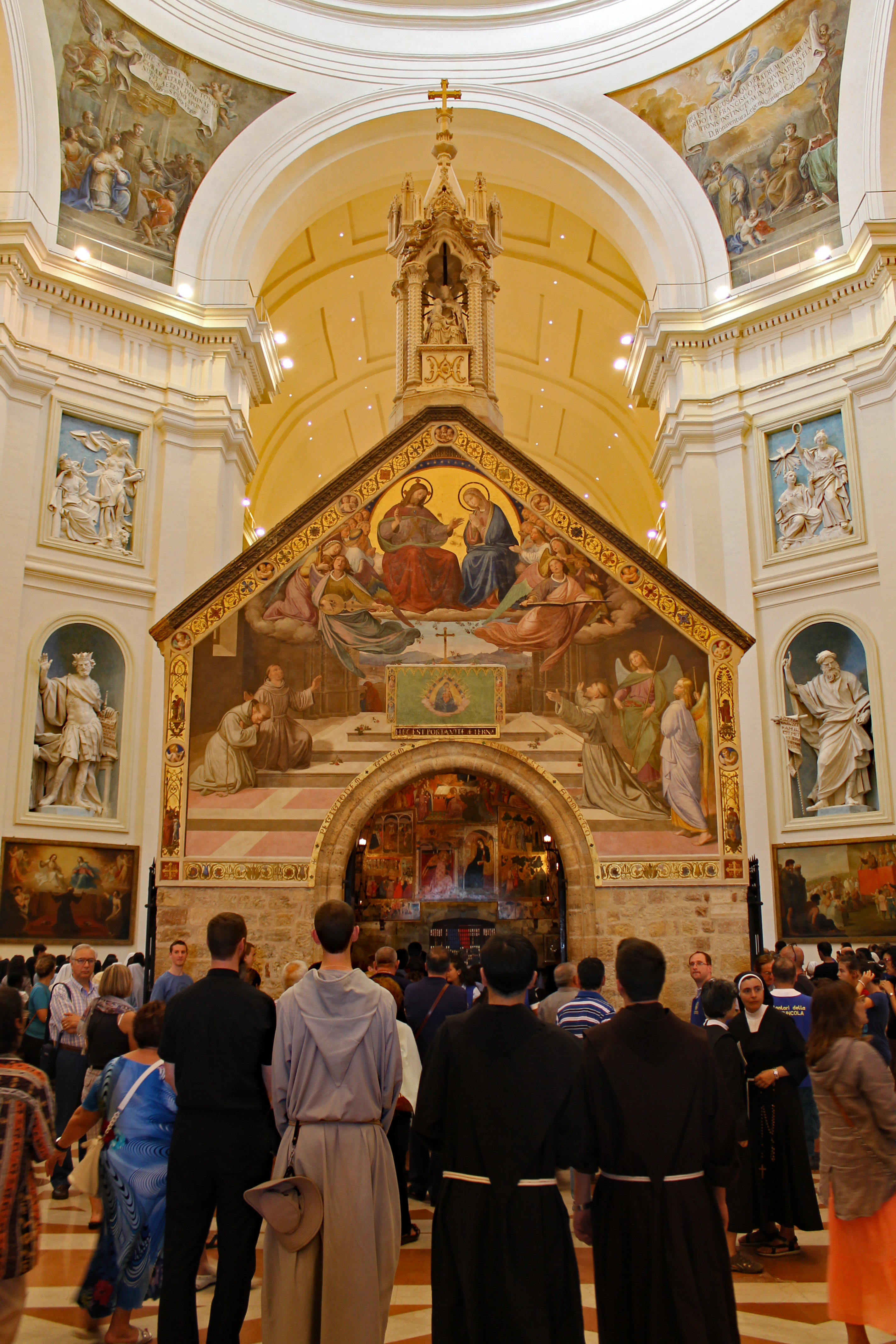
La Porziuncola

1503: non paga delle sanguinose lotte e delle varie pestilenze succedutesi, la sorte vuole che gli abitanti di Monteleone si trovino anche a dover ospitare, per 10 lunghi giorni ed a loro spese, le milizie del duca Valentino (Cesare Borgia Signore di Orvieto), riducendosi così alla fame.
Sempre in tale anno Bandino da Castel della Pieve ritorna in guerra contro lo Stato Pontificio ed Orvieto. Parte da Monteleone, preda a Carnaiola (castello vicino a Fabro) alcuni carri con rifornimenti inviati dal Coreglia ad Orvieto. Vengono uccisi anche 3 mulattieri.
Intorno al 1511, come ricorda il Corgna, deve essere collocata la costruzione della chiesa di Perumpetto nel contado monteleonese. Infatti nel registro degli introiti e delle spese dell'anno 1881, in occasione del rifacimento del ceppo della campana, in fondo pagina è scritta la seguente annotazione:
Tradotta
La campana, donata per essere posta nel campanile della Chiesa, evidentemente viene costruita nello stesso anno o poco prima.

### 1515 - Il Perugino la sua scuola e il dipinto della collegiata di Monteleone

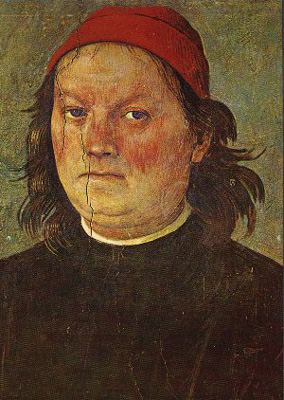
autoritratto del Perugino

Intorno al 1515 Pietro Vannucci dipinge tele e tavole nella Collegiata di Città della Pieve. Viene ordinata al maestro anche una tavola da mettere dietro l'altare maggiore della Collegiata di S. Pietro e Paolo a Monteleone. Sull'esecuzione dell'opera raffigurante Madonna con Bambino tra i Santi Pietro e Paolo; Pietà non vi è molta chiarezza ma dovrebbe essere dipinta non dal Perugino ma da Giacomo di Ser Guglielmo da Castel della Pieve, uno degli allievi principali del pittore.
Antonio Mezzanotte, nel 1836, in Pietro Vannucci da Castello della Pieve cognominato il Perugino -Commentario istorico ricorda
Il Guardabassi nel 1872 segnala il dipinto nell'abside della Collegiata attribuendola a Pietro Vannucci. Lo Gnoli nel 1923 propone invece il nome di Giacomo di Guglielmo da Città della Pieve che, secondo lui, collabora in tutte le opere del Perugino eseguite nella sua città natale dopo il 1510. Secondo lo Gnoli i tratti distintivi di Ser Giacomo sono individuabili nelle “forme larghe squadrate, specie nelle facce”.
Scarsissime sono le notizie documentarie di Guglielmo di Ser Gherardo: dai documenti trovati dall'Orsini nel 1804 negli archivi di Città della Pieve, è Priore della cittadina dal 1529 fino al 1534 e nel 1521 un suo gonfalone, eseguito per la Chiesa di Santa Maria Maddalena, è stimato da Tiberio d'Assisi e da Fiorenzo di Lorenzo.

### 1533 - Il trattato di Monteleone per il disseccamento della Chiana
Il 19 novembre 1533 è stipulato a Monteleone un importante atto in cui si prevede che
- lo Stato della Chiesa deve eseguire il disseccamento della Chiana;
- le varie comunità proprietarie della Palude cedono i diritti sui terreni disseccati, con la riserva di usi quali il pascolo, la pesca, l'esazione della gabella del passo ecc.

Il contratto del disseccamento viene stipulato con gli architetti Bettino Ricasoli ed Antonio Sangallo
La somma pietà di Clemente VII. commiserando l'infelice loro stato pel primo si mosse a dar loro un provvido sollievo, ordinando il disseccamento della palude.
Sotto il dì 13. giugno 1533. per rogito di Pietro Paolo Ottavanti notaro della R. Camera Apostolica fu stipolato pertanto il contratto del diseccamento con Antonio di bettino Ricasoli, ed Antonio Sangallo architetti,... per parte di questa nostra Comunità (Città della Pieve) fu stipulato l'Istromento in M.Leone avanti detto Monsignore (Mons. Giovanni Gaddi) di rattifica de' medesimi capitoli, nel quale, cedendo al dritto, e dominio , che aveva nella palude, riservossi fra le altre cose il libero pascipascolo senza pena, e pagamento alcuno nei terreni diseccati, stoppie, e prati segati, la pesca libera nei terreni, finché restavano paludosi, e l'esazione della Gabella del passo, secondo il consueto, come più diffusamente in detto Istromento, a rogito di Annibale Vitelleschi del di 19. novembre 1533»
(Giuseppe Bolletti Notizie istoriche di Città della Pieve, Perugia 1830)

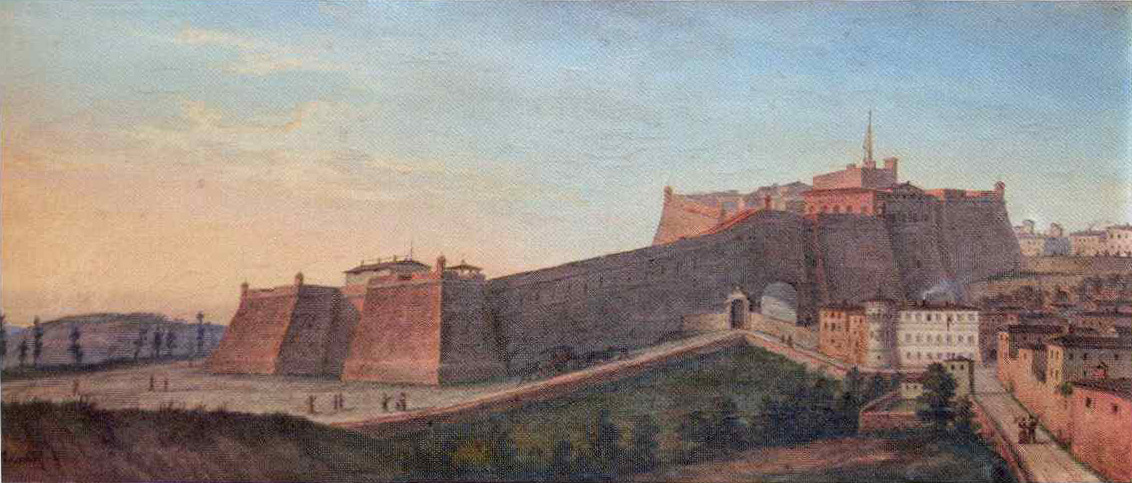
Rocca Paolina: veduta della fortezza in un dipinto del XIX secolo

Nel 1540, Paolo III riesce a ricondurre sotto il suo dominio tutto il territorio umbro, dopo più di un secolo di sanguinose lotte. Inizia così l'opera di costruzione di poderose roccaforti in molti centri, fra cui la celebre Rocca Paolina a Perugia.
Nel 1551 Ascanio della Corgna (1514 - 1571) di Castel della Pieve, passa al soldo degli spagnoli; nominato General Capitano di battaglia entra in Toscana con circa 3000 uomini ed occupa Chiusi, quindi si dirige a Sarteano che resiste a lungo. Passa poi alla difesa del Trasimeno; ma l'esercito imperiale venuto da Napoli, attraversato Monteleone, Carnaiola e Piegaro, costringe Ascanio alla ritirata.
Il conflitto termina 3 anni dopo con la sconfitta di Ascanio che viene fatto prigioniero insieme ad altri mille soldati (ed altrettanti morti) il 23 marzo 1554 a Chiusi: la maggior parte degli uomini che prendono parte a quelle azioni sono pievesi.
Nel 1576 nasce il Ven. Padre Disma Tonelli è un Carmelitano Scalzo; si trova traccia della sua famiglia a Monteleone fino al 1800. Viene mandato in Persia in qualità di missionario; converte molti infedeli ed è nominato vescovo di Babilonia nel 1620 da Urbano VIII.
Questo ricorda il Bolletti:
«V. P. Dysmas a Cruce Carmelit. Excalceat.
e familia Tonellia de Monte Leone, Zelo Fidei
Ardentiss. ab Urbano VIII. Babylonise Episcopu
electus, obiit Asphani A. D. 1640. AEtatis suae 64.»»
(Giuseppe Bolletti Notizie istoriche di Città della Pieve, Perugia 1830)
La Compagnia del Santo Rosario, fondata da P. Girolamo Mancini dell'Ordine dei Frati Predicatori il 24 settembre 1573, è regolarmente istituita; in un promemoria del 1845 il Priore Muziarelli scrive:
Essendo una Confraternita di culto sente subito la necessità di creare un luogo di preghiera: infatti il 28 marzo 1579 inizia la costruzione della nuova cappella, detta del SS. Rosario, collocata nella Chiesa Parrocchiale. La prima pietra è posta da Padre Serafino di Lodi da Orvieto che, in quel periodo di Quaresima, predica a Monteleone.
La dedicazione di detta cappella alla Vergine del SS. Rosario avviene il 17 aprile del 1580, con l'autorità di Padre Sisto Fabri da Lucca Vicario generale dell'ordine; tutte queste informazioni il Priore Muziarelli le ha dedotte da 2 documenti pubblici rogati uno dal notaio Camosetti e l'altro dal notaio Lattanzio Striscia, di cui uno non è più rintracciabile.
Al 1579 risale anche il primo documento ufficiale della Confraternita della Morte e del SS.mo Crocefisso, consistente in un atto notarile conservato presso l'archivio del Vicariato a Roma, con il quale i Confratelli chiedono l'aggregazione dell'Arciconfraternita della Morte ed Orazione di Roma

### 1582/1603 - La rideterminazione territoriale ed il disseccamento della "Palude"
Nel 1582 si rivedono alcuni confini territoriali stabiliti nel 1243 da Federico II riguardanti alcuni castelli che hanno proprietà nella Valdichiana: fra essi vi è anche Monteleone.
A seguito di tale rideterminazione territoriale la linea di confine di Città della Pieve verso oriente, dalla parte di Panicale e Piegaro, rimane pressoché inalterata. È invece modificata quella verso mezzogiorno: Castel della Pieve cede nella pianura una parte considerevole di terreno ad Orvieto, Monteleone e Ficulle.
Tali variazioni avvengono non solo per concessione del Pontefice Gregorio XIII ma soprattutto per la vendita, effettuata da Sisto V (il 26 giugno 1587), di alcuni terreni della Valdichiana da poco prosciugati.
Monteleone ottiene da Sisto V (1585-1590) una tenuta detta il "Salceto Rosso" concesso in qualità di feudo.
Racconta la vicenda Giuseppe Bolletti:
Confina a Mezzodì col Territorio di Orvieto di M. Leone, e di Ficulle luoghi soggetti al Comune di Orvieto, e con Salci Feudo dei Signori Duchi Boneli; a Tramontana col Marchesato di Castiglion del Lago; a Levante col Territorio di Pacciano, e Panicale, e parte del Colle di Pratalenza sottoposti al Territorio di Perugia; a Ponente con i Territorj Chiusi, e Cetona nelle Chiani, ed il Castello detto Camporsevole.
Nella Carta Geografica dello stato Ecclesiastico del prelodato Boscovick trovasi il territorio di Città della Pieve delineato da per se, e marcato con puntini per farlo distinto, e separato da quello di Perugia, e di Orvieto, e direttamente dipendente, e sottoposto al Tribunale della S. Consulta, e del Buon Governo.
Era anticamente questo Territorio di molto maggiore estensione; ma non se ne ba notizia prima del 1243. allorché Federico II con suo Diploma spedito in Fuligno li 3. di Gennaro di detto anno riportato nel Cap.IV. fece donazione a questa Città, allora Castello di tutto il Territorio, che esso possedeva in questa parte, specificato nel Diploma.
Restò peraltro non poco diminuito questo Territorio nel 1582. allorché il Sommo Pontefice concesse alle Comunità di Orvieto, di M. Leone, e di Ficulle una gran parte del Terreno, che la Pieve godeva nella Valle di Chiana,' a ciascuna la sua rata con l'onere del Canone a favore di questa Comunità del quattro per Cento su prodotti, che tuttora esige, come apparisce da Istromento rogato in Roma li 26. giugno 1587. da Ponzio Seva Notaro Camerale.
Scemato restò non poco anche per la perdita del terreno fatta in diversi tempi, e confini seguiti per Concordati fatti tra li due Stati Pontificio, e Toscano...»
(Giuseppe Bolletti Notizie istoriche di Città della Pieve, Perugia 1830)

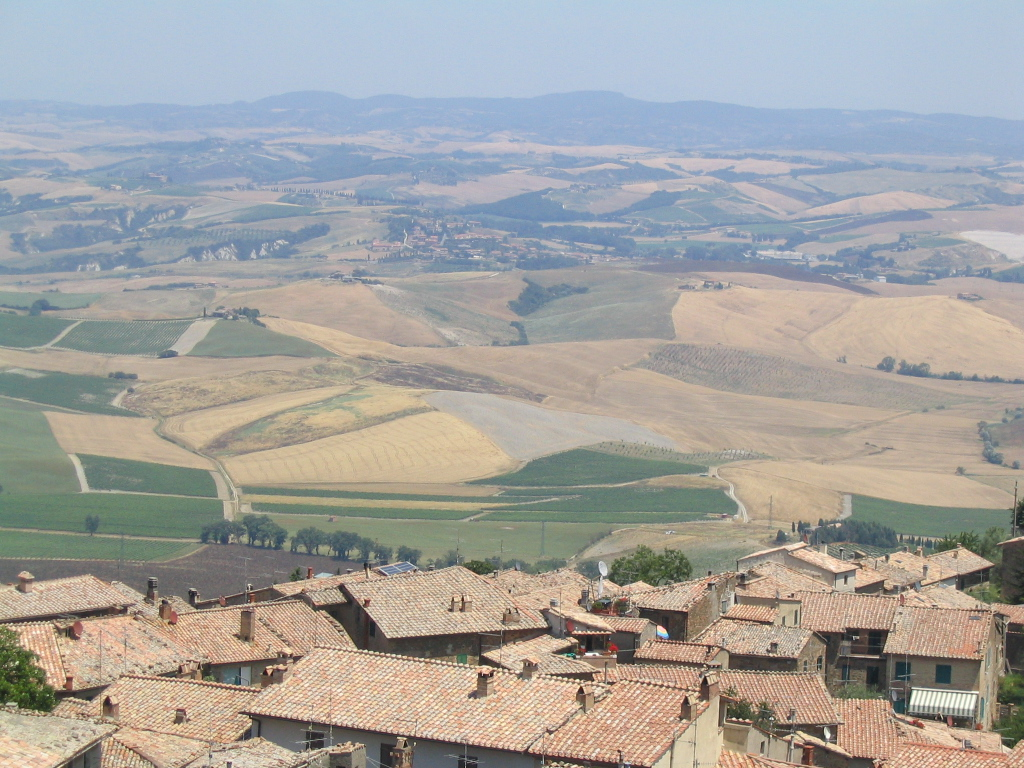
Vista della Val di Chiana da Montepulciano verso l'Umbria

Nel prosieguo della sua trattazione si lamentano anche le innumerevoli e continue
annessioni territoriali pretese dal Granducato di Toscana.
Il brano riportato conferma la rideterminazione territoriale ma aggiunge un tassello: Città della Pieve pretende, dal 1582/87 al 1830 (anno in cui scrive il Bolletti) e seguenti il 4% dei prodotti delle terre cedute.

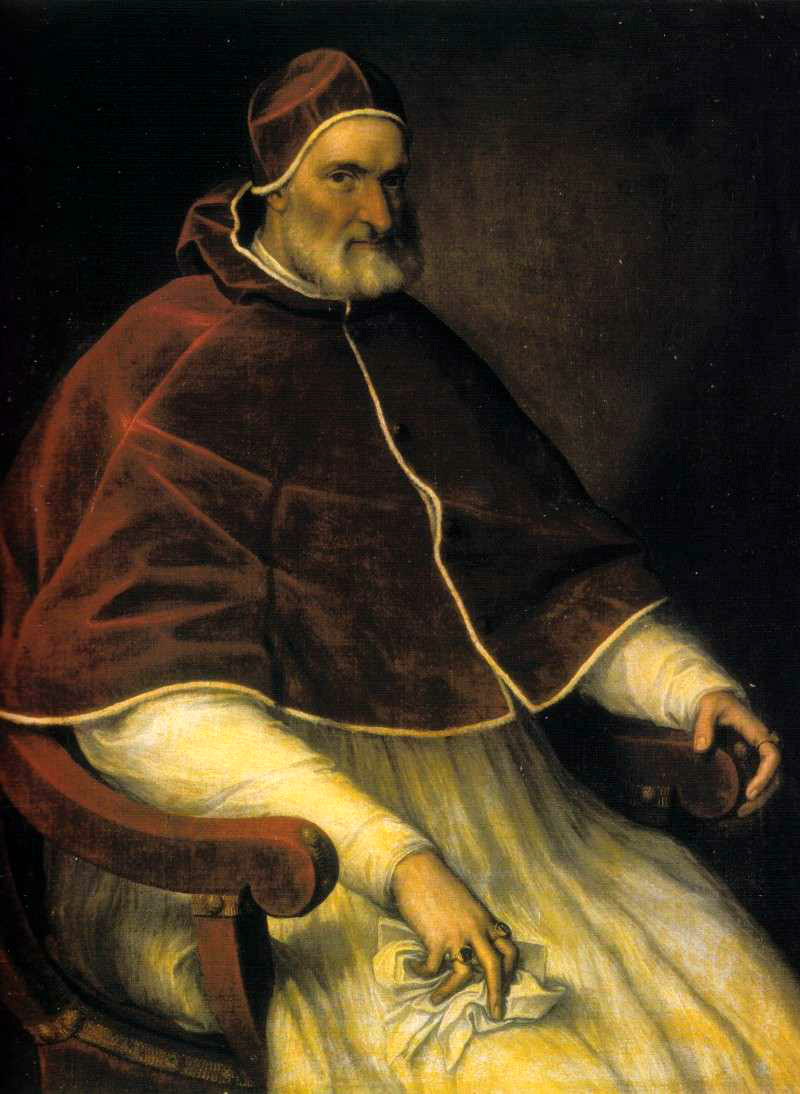
Papa Pio IV

In realtà lo stesso Bolletti, nel libro citato a pag. 193/194, ci dice che quella non è una vera diminuzione territoriale, ma una redistribuzione dei terreni liberati dai lavori eseguiti nella Valdichiana: nei secoli precedenti la proprietà di tali territori di Castel della Pieve è solo formale in essi sono occupati da acqua e melma.
L'autore racconta che il disseccamento, nella seconda metà del XVI secolo, prosegue a rilento nonostante la nomina, effettuata da Papa Pio IV il 15 giugno 1560, del commissario apostolico Mons. Alticozzo degli Alticozzi che ha il compito di 

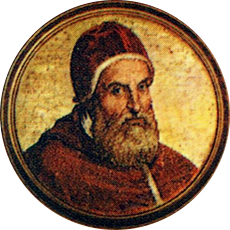
Papa Clemente VIII

 seguire i lavori; esso fa apporre i termini in pietra in sostituzione degli alberi e ricompone alcune vertenze fra i beneficiari dei terreni strappati all'acqua.
Nonostante ciò l'opera non è celere come si vorrebbe, così il 2 giugno 1587 Sisto V scioglie gli accordi stipulati con gli appaltatori, riacquista le terre che sono tornate alla luce e le rivende alle comunità di Città della Pieve, Monteleone, Ficulle ed Orvieto; più metà di esse sono a carico dei bilanci difficili di Castel della Pieve (evidentemente molta parte del terreno liberato è di proprietà dei pievesi).
Per questa operazione economica viene anche creata una banca, Monte di Orvieto, nella quale le varie comunità debbono versare le quote di mutuo ad estinzione del debito, che complessivamente ammonta a 82.000 scudi così suddivise: 45.700 Castel della Pieve e 36.300 ripartite fra Monteleone, Ficulle ed Orvieto.
Città della Pieve però non può pagare la rata annuale di 1660 scudi, così nel 1603 Papa Clemente VIII ricompra i suoi terreni che vengono ridistribuiti ancora alle comunità di Monteleone, Ficulle ed Orvieto le quali, in contropartita, pagano la gabella del 4% (come si è detto almeno fino al 1830) dei prodotti ricavati al Castello menomato di parte del suo territorio.

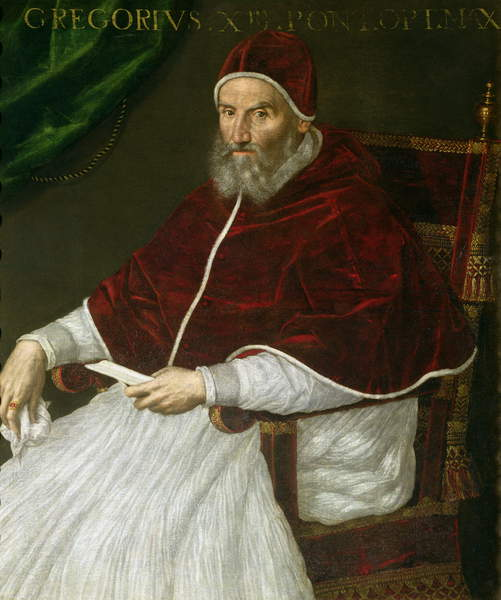
Gregorio XIII

Quindi la reale motivazione dell'acquisto che fa Gregorio XIII dei terreni in questione e legata alla scarsità di frumento di Roma.
Nelle varie ricostruzioni degli accaduti si riscontrano alcune differenze di tipo nominalistico (si parla di Monte Civitavecchia mentre il Bolletti parla di Monte Orvieto), si ricorda che l'acquisto dei terreni avviene da Filippo Peruzzi Fiorentino e si citano altri particolari quali il problema cronico dell'Italia: le spese pazze dei ministri che dilapidano i frutti provenienti dall'acquisto di papa Gregorio XIII, cosa che induce Sisto V a vendere i beni alle comunità di Monteleone, Castel della Pieve e Ficulle. Per tale operazione si pone però un problema di non poco conto: i tre castelli non possiedono la liquidità necessaria; il Papa decide quindi di acquistare personalmente tali terreni affidandoli ai tre paesi dietro il pagamento annuo del 6 %, pari a 4.920 scudi. I "Montisti" sono contrari all'operazione in quanto viene meno al "Monte Religione" una rendita annua di ben 8.200 scudi per cui la decisione e gli atti conseguenti sono del tutto segreti tant'è che per effettuare i futuri pagamenti viene costituito un nuovo "Monte Camerale" denominato "Monte Civitavecchia".

### 1583 - La nascita ufficiale delle Confraternite
Da un documento del 1930 rinvenuto qualche anno fa dal titolo “Accertamento del fine di culto delle Confraternite ai fini della nuova disciplina giuridica” si legge: 
Le poche notizie che abbiamo sulla vita di tali istituzioni religiose, antecedente a tale data, sono giunte a noi solo grazie a qualche stralcio scritto.
Sempre lo stesso documento continua affermando che da memorie esistenti nell'archivio, risulta che:
In realtà esiste già da fine Quattrocento, ma in quella data viene ufficializzata la sua esistenza.
Per quanto riguarda la fondazione della Confraternita della Buona Morte non si hanno documenti su cui poter attingere infatti, sempre sullo stesso documento di accertamento del 1930, si conferma quanto già affermato precedentemente:
In ogni caso il primo documento ufficiale è un atto notarile del 1579, esistente nell'Archivio del Vicariato di Roma: con esso la Confraternita richiede (ed ottiene nel 1583) l'aggregazione all'Arciconfraternita della Morte ed Orazione di Roma. La Compagnia ha sede presso la Chiesa di San Giovanni Decollato, nell'attuale Piazza Garibaldi, oggi scomparsa.
La Confraternita del SS. Sacramento, sin dal 1583 viene aggregata all'Arciconfraternita del SS. Sacramento eretta nella Chiesa di S. Maria ad Martires in Roma, con la partecipazione dei beni spirituali e delle sacre indulgenze. Nel corso del 2012 è stato ritrovato e restaurato il diploma di aggregazione del 1583 che è oggi conservato presso il museo parrocchiale di Monteleone d'Orvieto
L'aggregazione rappresenta un momento importante nella vita delle Confraternite perché con essa l'Arciconfraternita trasmette parte dei privilegi che le appartengono e si aggiungono a quelli concessi nell'atto di istituzione dell'aggregata locale. La Compagnia del SS. Sacramento dapprima ha la sua cappella dentro la Chiesa Priorale, di lato alla navata centrale, in seguito viene trasferita nella chiesa della SS.ma Annunziata ed unita alla Confraternita omonima che lì esiste da molto tempo. Da questo momento in poi la Confraternita prende il nome di entrambe le Compagnie: SS. Sacramento e SS. Annunziata.
La chiesa della SS.ma Annunziata viene citata nel 1596 - durante la visita del vescovo di Chiusi; essa sorge all'interno del centro storico di Monteleone, nel punto più alto del colle. Il vescovo la denomina quale "Sacellus S. M. Anunciata".

Anche l'altra Confraternita di Monteleone, quella della Buona Morte non è nata unita a quella del Crocifisso, ma in una lettera vescovile si legge: 

### 1594 - La Confraternita di San Giuseppe
A Monteleone a fine Cinquecento opera anche una confraternita di assistenza: è quella di San Giuseppe, che ha anche un ospedale. L'ospedale di Monteleone ha una vita molto lunga, 400 anni; la sede si trovava dove adesso sono gli uffici comunali.

L'ospedale viene citato per la prima volta nella visita pastorale del vescovo Lucarini nel 1644, ma le sue origini sono più lontane di mezzo secolo: nell'art. 1 dello statuto del 1868 così si legge: 
Ha in seguito altri lasciti; il più famoso è quello di Giuseppe Cenci, la cui lettera testamentaria, è registrata ad Orvieto l'8 giugno 1845, è aperta il 1º maggio 1854, in essa si nomina erede universale l'ospedale di San Giuseppe di Monteleone.
Su tale patrimonio però gravano anche alcuni debiti, tant'è che dopo 4 anni sono venduti alcuni appezzamenti, per pagare i gravami. Nell'ospedale sono accolti i pellegrini, passeggeri di ogni ceto con le licenze approvate dal Priore della collegiata: vengono esclusi le malattie legate alla degenerazione morale, quali l'ubriachezza o le malattie della sfera sessuale.
Si ammettono anche i poveri infermi di passaggio. In tali casi l'ospedale richiede un rimborso, sempre se gli interessati hanno i mezzi per pagare. In un sonetto di don Cesare Cherubini, anteriore allo statuto, si legge che, in caso di necessità si possono ospitare anche i paesani, fornendo loro solo il letto. Per trattenere qualcuno più di tre giorni occorre il consenso del priore.
Si tratta quindi di un ricovero per pellegrini e più costoro provengono da terre lontane, maggiore e completo è il soccorso quali: vitto, alloggio, abitazione, letto, oltre ad infermiere, medicinali, oggetti per operazioni chirurgiche e mezzi di trasporto per spostamenti.
Con le entrate derivanti dai censi si aiutano a domicilio anche gli invalidi e coloro che, per malattia o povertà sono inabili a procacciarsi il sostentamento: si somministrano loro le elemosine in base all'effettivo bisogno. In caso di infermità o malattia si esige anche un certificato medico attestante l'inabilità al lavoro, mentre in caso di povertà, si deve verificare se colui che richiede l'elemosina, possiede o meno proprietà.
G. Quadrani, inoltre stabilisce che deve essere data una dote all'anno, ad una zitella povera. L'attribuzione avveniva per concorso che era aperto a tutte le ragazze oneste. Gli altri requisiti sono l'età, che deve essere compresa fra 18 e 35 anni ed il domicilio nel comune. La ragazza prescelta non riceve subito la dote, ma il giorno del suo matrimonio, che deve celebrarsi prima del compimento dei 40 anni; inoltre non si deve verificare alcun cambiamento di residenza verso altro comune, di condizioni economiche o di costume morale.
L'ospedale passa un assegno annuo al “beccamorto” del comune, quale compenso per la tumulazione dei poveri defunti sia paesani che forestieri. L'istituzione assistenziale ha anche altri obblighi economici e religiosi. La gestione dell'ospedale è tenuta da 3 santesi, "estratti per Palla", ogni fine anno. Uno dei tre appartiene al ceto civile (l'amministratore), gli altri 2 appartengono alla categoria degli artisti (artigiani) e hanno il diritto di nominare la zitella da dotare e devono aiutare l'altro santese. I tre gestori devono rendere conto al Vescovo. Nel 1860, con lo Stato unitario (legge Pepoli), le opere pie non sono soppresse ma sottoposte, alla tutela delle deputazioni provinciali.
A Monteleone la Congregazione di carità concentra e quindi sopprime definitivamente le opere pie, anche se per l'ospedale non si parla mai di soppressione, quanto di affidamento che avviene con un decreto di Vittorio Emanuele II re d'Italia emanato a Torino in data 28 gennaio 1864 (tale documento è incorniciato e conservato presso l'ufficio del sindaco di Monteleone d'Orvieto).
Con il fascismo, la beneficenza vede, non a caso, affiancata alla sua intestazione, la parola “assistenza”. fino a giungere, con legge 3 giugno 1937 nº 847, alla soppressione delle congregazioni di carità; in sua vece è istituito l'Ente comunale di assistenza (ECA) che ne acquisisce il patrimonio.
L'ECA mantiene, le stesse attività della Congregazione della carità, e, nel corso degli anni, gli sono demandate altre forme di assistenza: post bellica (1945-1963), il soccorso invernale (1954-1963), l'assistenza agli invalidi civili ciechi (1966-1975). Le ECA in Umbria sono soppresse nel 1978, poiché la regione ha assunto l'esercizio delle funzioni in materia di assistenza sanitaria ed ospedaliera: con tale provvedimento si chiude anche quella grande parentesi delle istituzioni per l'assistenza, apertasi 400 anni prima con l'ospedale di San Giuseppe.

## XVII secolo
A parte i crediti vantati verso Città della Pieve, in questo primo scorcio di secolo Monteleone riversa in condizioni economiche disastrose.
Dalle Riformagioni del Consiglio generale di Orvieto, anni 1629-1635, risulta infatti che il 30 ottobre 1629 la comunità viene autorizzata a contrarre un mutuo di 200 scudi per far fronte a fitti arretrati; il 14 gennaio 1630 è concesso al priore di Monteleone di appoggiare, con legnami, la sua casa pericolante alle mura castellane; il 7 agosto 1635 il comune è autorizzato a fare, fra i propri cittadini, una colletta non superiore a 50 scudi per pagare il Tesoriere Carloni.
Con l'invasione dei fiorentini del 1643, durante la guerra fra il Papato ed i Farnese, per il Ducato di Castro, la situazione economica peggiora ulteriormente.
La causa principale di tali disastrose condizioni economiche è rappresentata della Valdichiana, lo "Stagno"; è da ricordare, a tal proposito, che la pianura del territorio comunale non può costituire un grande mezzo per lo sviluppo dell'agricoltura, principale attività produttiva di quel periodo, perché è una zona paludosa, con acque stagnanti e malsane, regno della malaria.
La necessità di una bonifica era avvertita nei secoli precedenti, ma solo nel 1780 si giunge, dopo molte controversie, ad un accordo fra Papa Pio VI e il Granduca di Toscana Pietro Leopoldo II, che comprende il progetto di incanalamento delle acque ed il prosciugamento della valle.
A tale secolo si può far risalire una tavola di Cesare Nebbia custodita nella Chiesa Parrocchiale.
La stessa famiglia del padre Disma Tonelli (1576-1640) vanta il PP. Aurelio (1592-1651), ed Eusebio (1602-1661), anch'essi dell'ordine dei Carmelitani, nipoti di Disma: muoiono a Roma entrambi in odore di santità, all'età di 59 anni.
Nei primi anni del Seicento, Città della Pieve si indebita con Monteleone ed altri castelli. Così scrive in proposito lo storico Giuseppe Bocci:
La gabella del 4% viene riscossa da Castel della Pieve sui prodotti dei terreni ceduti alle altre comunità fin dal 1603 anno in cui alcuni confini vengono rivisti nella Chiana

### 1600/1601 - Monteleone nella nuova Diocesi
Nel 1599, il senese Clemente VIII Aldobrandini, è in visita a Città della Pieve; i Priori del castello presentano insistentemente la supplica ad eleggere la città quale sede di Diocesi e ne ottengono una promessa.
Un anno dopo, nel 1600, un Delegato pontificio, Mons. Dandini, compie una visita accurata, come preparazione alla separazione di Castel della Pieve da Chiusi. Al termine della visita, il Pontefice pubblica, il 25 settembre 1600, la Bolla In Supereminenti con la quale, viene elevata a Duomo la Collegiata dei Santi Gervasio e Protasio, la Città è divisa in tre Parrocchie distinte dalla Cattedrale e viene costituita la Diocesi.
Il 9 novembre 1601, con altra Bolla Super Universas determina i limiti della nuova Diocesi, costituisce la mensa vescovile e determina le rendite maggiori ed i benefici.
La nuova Diocesi è motivata da ragioni più politiche che pastorali; la sua costituzione si inserisce, infatti, nel quadro dei rapporti di buon vicinato che si vogliono instaurare tra Stato della Chiesa e Granducato di Toscana, interessati entrambi alle opere di prosciugamento della Valdichiana ed alla regolamentazione dei confini.
È immediatamente soggetta alla Santa Sede e risulta costituita da una fascia di territorio di confine con il Principato Toscano ed il territorio di Siena, dal Monte Amiata fino a Cortona, oggi diremmo a cavallo di tre regioni (Umbria, Toscana, lazio) e 4 province (Siena, Perugia, Grosseto, Terni).
La Diocesi, ha 33 Parrocchie, delle quali 17 distaccate dall'antica Diocesi Chiusina mentre le rimanenti provengono da quella di Perugia. Ha 86 fra Chiese, cappelle ed oratori, ed una popolazione di circa 50.000 anime. Comprende cinque comuni della provincia di Perugia, un comune della Provincia di Grosseto, due frazioni nella provincia di Siena, un comune nella provincia di Terni (Monteleone) ed una frazione nella provincia di Roma.
Secondo la loro antica importanza, i luoghi della Diocesi vengono suddivisi in:
- 5 terre: Santa Fiora, Monteleone, Panicale, Piegaro, e Paciano;
- 5 castelli: Trevinano e Salci nel territorio orvietano, Mongiovino, Montalera e Colle S. Paolo nel territorio perugino;
- 18 ville: San Biagio, San Donato, San Bartolomeo, ultra lanis, nel territorio di Città della Pieve; Camporsevoli e le Piazze nel territorio fiorentino; Missiano, Ceraselo, S.Bartolomeo del Piegaro nel territorio di Perugia; altre dieci situate nel così detto Marchesato di Castiglione del Lago, cioè: Vaiano, Strada, Porto, Pozzuolo, Petrignano, Casamaggiore, Gioiella, Badia, Sanfatucchio, e Panicarola con Macchie.

I paesi più importanti sono Monteleone d'Orvieto, di Panicale, Paciano, Piegaro, di Santa Fiora e Pozzuolo. Anche la collegiata è considerata fra le più importanti della diocesi, come ricorda nel 1846 Giuseppe Cappelletti

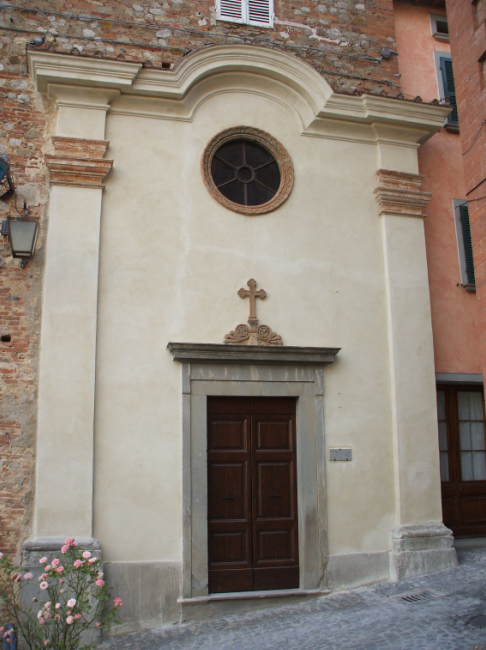
La chiesa di Sant'Antonio nel centro storico monteleonese oggi museo parrocchiale

Nella Bolla richiamata, Super Universas, il beneficio del priorato della Chiesa di Monteleone è smembrato: parte serve costruire il beneficio dell'arcidiacono della nuova Cattedrale di Città della Pieve (che a sua volta doveva riversare 100 scudi alla parrocchia di Monteleone), e un'altra parte costituisce un beneficio a favore di Ludovico Angeli.
La ragione dell'attribuzione di tale rendita è legata al fatto che egli è titolare del diritto di Patronato della Chiesa di Sant'Antonio, costruita nel suo palazzo, quindi, in qualità di Patrono, ha l'obbligo di mettere a disposizione la Chiesa ai fedeli e la manutenzione e suppellettile della medesima. Quindi è smembrato il Beneficio Priorale di Monteleone e vengono assegnati i terreni della zona di Perumpetto: in cambio il Priore di Monteleone riceve un canone annuo di cento scudi.
Tra il nuovo Priore D. Domenico Mecacelli e l'Arcidiacono sorge anche un contenzioso che si protrae senza esito per alcuni anni anche dinanzi ai tribunali Romani. Nel 1607 si giunge ad un concordato: tutti i terreni non tornano di proprietà della Chiesa Priorale di Monteleone e l'Arcidiacono di Città della Pieve s'impegna a corrispondere un canone annuo di ottanta scudi perpetuamente al Priore D. Mecarelli. Il canone è regolarmente pagato a fino agli anni trenta del Novecento, quando muore l'ultimo arcidiacono, Mons. Canuti.
Mons. Angelo Angelotti, è il primo Vescovo di Città della Pieve, viene nominato nel 1601. Recatosi a Roma per la consacrazione, è colto da malore e muore prima della cerimonia. Mons. Fabrizio Paolucci è nominato nuovo Vescovo di Città della Pieve nel 1602, ma per la morte del Pontefice e la ritardata elezione del nuovo, la nomina rimase sospesa fino al 1605. Viene confermato e consacrato il 3 agosto di quell'anno.
Da un documento del 1612, stilato nella prima visita pastorale, si risale alla composizione del Collegio dei Preti di Monteleone: Priore, quattro Cappellani della Chiesa Parrocchiale, tre Cappellani delle Confraternite, quattro Cappellani delle borgate Perumpetto, S. Maria Maddalena, Colle Alto e Basso, S. Lorenzo, residenti a Monteleone.
Nel 1612 trasferiscono la loro sede, dalla Collegiata, la Compagnia dell'Annunziata e la Confraternita del Sacramento. Le associazioni tutte le loro risorse e si fanno anticipare censi ed affitti. Intervengono nella costruzione mastri muratori e pittori da San Casciano, Palazzone e Cetona.
Sempre in tale anno la Compagnia della Buona Morte s'insedia nella Chiesa di Sant'Antonio col consenso evidente del Patrono Lodovico Angeli.
La Chiesa di Sant'Antonio è istituita quale oratorio pubblico. In un documento dell'epoca si afferma che la Compagnia della Buona Morte e Suffragio è “traslata” dalla chiesa di San Giovanni Battista nella Chiesa di S. Antonio nell'anno 1612. Da allora nella Chiesa si svolgono le funzioni religiose che riguardano il suffragio dei defunti e, contemporaneamente, le pratiche di devozione a S. Antonio.
Prima dell'attuale Chiesa del Crocifisso già esiste a tutti gli effetti una Chiesa antecedente, più piccola e nello stesso luogo: questo è dimostrato dal seguente documento del 1612:
Il Pieroni è Priore della Confraternita del Crocifisso e lascia in testamento una certa somma a costituire un beneficio per il Cappellano della Cappella del Crocifisso nella Chiesa del Crocifisso.
Nella dicitura del tempo Cappella significa Altare per le celebrazioni della Messa e un beneficio di un bene immobile la cui rendita è la celebrazione di Messe e servizio sacro a beneficio del Cappellano titolare di tale Cappella.
È quindi da presumere che nella Chiesetta del Crocifisso si è già insediata fin dal 1612 la Confraternita del Crocifisso.
Nel 1620 il Ven. Padre Disma Tonelli, personalità monteleonese di alto profilo religioso, diviene vescovo di Babilonia.
Il 19 febbraio 1625 Zani Mons. Celso, è nominato Vescovo di Città della Pieve; il 13 dicembre 1629 è la volta di Ricci Mons. Sebastiano, viene consacrato il 7 gennaio 1630
Nel periodo 1629-1635 le riformagioni dell'Archivio di Stato denunciano cattive condizioni economiche di Monteleone.
Il 13 aprile 1630 un atto del vescovo di Città della Pieve Mons. Ricci “associa”, la Confraternitadella Morte alla nuova Chiesa del SS.mo Crocefisso, la cui costruzione termina proprio in quegli anni. La Confraternita acquisisce da quel momento la denominazione di "Confraternita della Morte e del SS.mo Crocefisso" e, come si rileva da una Visita Pastorale di Mons. Foschini del 1854, i fratelli vestono una cappa nera con lo stemma unito delle due confraternite.

### La Chiesa del Crocifisso
Nel corso del '600 viene edificata la Chiesa del SS.mo Crocefisso, recentemente restaurata ubicata poco fuori dal centro storico, lungo l'attuale strada statale Umbro-Casentinese. Il progetto originale è attribuito a Francesco Scalza, figlio dell'architetto Ippolito Scalza di Orvieto, in seguito a delibera del consiglio comunale di Monteleone del 12 giugno 1612.
Una Chiesetta in realtà è già preesistente, e viene ampliata e terminata nel 1636 come si rileva anche dalla struttura muraria e da una data scolpita, insieme allo stemma civico, nella facciata, anche se l'apertura al culto è precedente: il giorno della vigilia della festa di Santa Croce, il 2 maggio 1630.
È la Confraternita della Morte che completa i lavori di restauro ed ampliamento dell'edificio religioso. In questa Chiesa viene inglobato una crocefissione, già preesistente nella precedente chiesina; l'effigie è tuttora esistente e ne costituisce l'Altare maggiore. La nuova Chiesa è edificata con le debite autorizzazioni dell'autorità civile ed ecclesiastica, sotto il controllo del comune e del Vescovo Diocesano.
Le spese vengono sostenute dalle offerte dei devoti, della comunità della Parrocchia, della stessa Confraternita e del popolo più benestante. Il comune testimonia la sua fattiva collaborazione apponendo il richiamato stemma scolpito su pietra arenaria sopra il portale con la data di costruzione.
Tale nuova Chiesa inizialmente non dispone che di una navata, le due cappelle laterali vengono costruite successivamente. Nel 1707 viene edificata a sinistra rispetto a chi entra nella chiesa, la cappella della Madre del Buon Consiglio, che ospitava il dipinto dell'Ultima Cena (oggi si trova nel Museo parrocchiale); l'altra cappella, dedicata inizialmente a San Isidoro e in seguito a Pio V, è del 1714.
L'altare maggiore, commissionato dalla Confraternita della Morte e del SS.mo Crocefisso, viene realizzato tra il 1703 ed il 1705; dietro l'altare si trova un coro proveniente dalla chiesa parrocchiale ivi collocato nel 1910.
Tra il 1783 ed il 1854 nella chiesa viene costruita la nicchia per ospitare una statua del Cristo Risorto, successivamente sostituita con un'altra della Madonna Addolorata, realizzata dallo scultore Ferdinand Stufflesser di Ortisei
La ragione della dedica della Cappella di destra a San Isidoro, il protettore degli agricoltori e contadini, si deve al fatto che la Chiesa del Crocifisso è considerata la Chiesa di campagna e, quindi, la maggior parte dei componenti la Confraternita del Crocefisso sono abitanti del contado.
La ragione della dedica alla Madonna del Buon Consiglio, è legata al fatto che i grandi avvenimenti che si verificavano nella Cristianità, hanno vasta risonanza nella popolazione di Monteleone a causa della sua posizione topografica e suscitano profonda partecipazione.
Il nuovo Vescovo della diocesi di Città della Pieve, fra i difficoltosissimi anni 1638-1643, è Carcerassi Mons. Giovan Battista; la sua nomina è del 17 aprile 1638. Durante il suo Episcopato vi è l'occupazione delle truppe del Duca di Parma durante la cruenta Guerra per il ducato di Castro; viene distrutto il castello di Monteleone e quasi un terzo di Città della Pieve. Condivide le pene del predecessore Lucarini Mons. Reginaldo che è eletto Vescovo di Città della Pieve nel febbraio 1643 e consacrato poco dopo. Anch'egli deve vivere nelle angustie, cagionate dal passaggio del Duca di Parma.

### La guerra per il Ducato di Castro - I fiorentini occupano il castello di Monteleone
Nel 1643 durante la Guerra Barberina fra il Papa Urbano VIII ed i Farnese per il possesso del Ducato di Castro, Monteleone è espugnato, saccheggiato e parzialmente smantellato, dalle truppe fiorentine che sono al fianco del duca di Parma: il castello viene occupato per circa un anno.
Molte memorie di Monteleone vengono distrutte nei vari saccheggi medievali, soprattutto in quest'ultimo in cui i fiorentini rubano tutte le scritture e bruciato quanto non è possibile asportare: sono anche diroccate le mura difensive ed alcuni ingressi secondari.
L'occupazione è dura e sanguinosa. Antonio Baglioni così racconta il fatto:

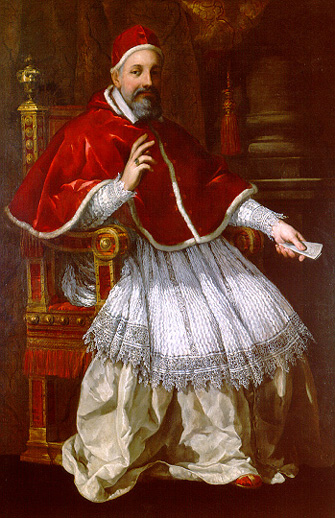
Urbano VIII

In questa nuova impresa di Monteleone usarono i Ducali empietà, ed azioni indegne del nome cristiano, uccidendo gli abitanti senza riguardo alcuno, non portando neanche rispetto alla Chiesa, ove ne uccisero circa 22, e tra gli altri un povero vecchio, che se ne stava genuflesso avanti il SS.mo sacramento; rubbarono, e profanarono vasi, e arredi sacri: le sporcizie fatte alle donne, rubbamenti, ed assassinamenti poi non hanno fine, né numero; e poscia, smantellato quel castello lo lasciarono in abbandono, standovi solamente otto o dieci soldati, piuttosto per governarsi, che per custodirlo.
Intanto Firenze si abbandonava all'allegrezza... ...e di questi acquisti di Città della Pieve, Mongiovino, Castiglione, Monteleone ne composero le barzellette in ottava rima, e le facevano cantare per ludibrio dai ciechi per le piazze di Firenze."»
(Antonio Baglioni "Città della Pieve Illustrata-Lettere Storiche" Volume Unico - Tipografia del Seminario di Montefiascone 1845)

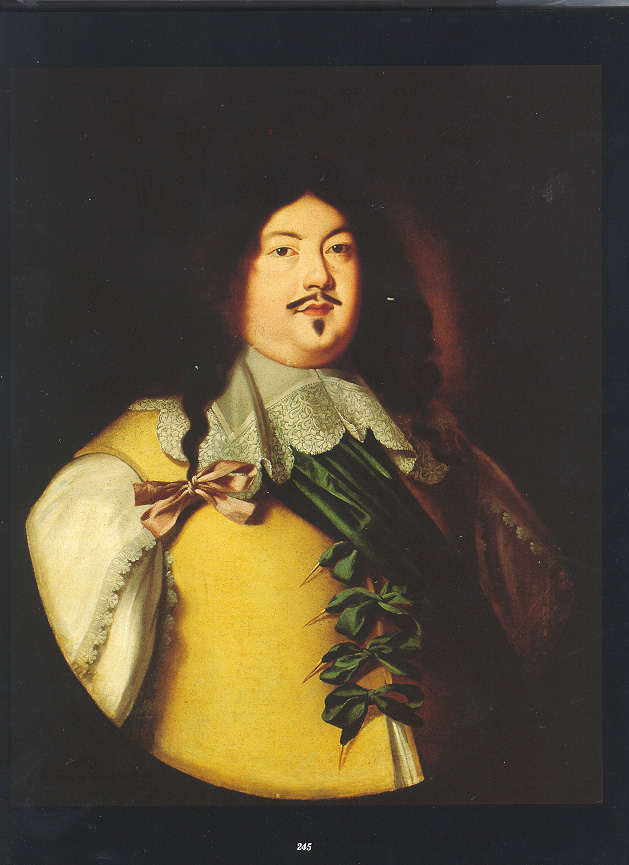
Il duca Odoardo

Così riassume efficacemente il Bolletti:
(Giuseppe Bolletti Notizie istoriche di Città della Pieve, Perugia 1830)
L'azione dei toscani permette alle truppe vaticane di tentar un colpo a sorpresa a Pistoia, ma la reazione degli abitanti di quella città bloccano il tentativo del cardinal Barberini.

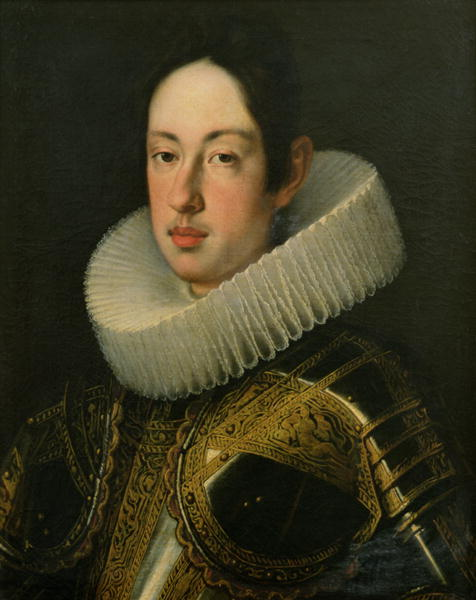
Ferdinando II de' Medici

Nonostante le lunghe sofferenze e le distruzioni la guerra si conclude con un nulla di fatto, nessuno delle parti guadagna posizioni, ma tutti perdono; nella valle del Nestore viene innalzata un altare alla Vergine ed a San Crescenzio dove, durante il conflitto, staziona il corpo di guardia. Questa la parte finale del racconto di quei fatti in Memorie civili di Città di Castello:
II popolo della valle del Nestore eresse in memoria della liberazione dalla guerra un altare alla Beatissima Vergme e a S. Crescenziano nella chiesa della Madonna di Morra, nel qual luogo facevasi corpo di guardia. Ecco la iscrizione sotto il quadro.
"Virgini Deiparae gloriosissimae propugnatici, sanctissimaq. militi patrono Crescentiano, caeterisque Coelicolis, quod a Nestorii fluentis oris immanes apostolicae sedis etruscos hostes in anno millesimo sexcentesimo quadragesimo tertio et quarto longe, lateque populantes arcuerunt, incolae convallium, montiumque ejusdem hoc grati animi monumentum sustulere A.D. 1646.
Gens bello haec premitur, coelestia numina vota
Angit, et illa hostes, bellaque cuncta fugat.»
(Memorie civili di Città di Castello, raccolte da M.G.M.A.V. di C. e C., volume primo, Città di Castello presso Francesco Donati 1884)
Conclusa la pace, Monteleone torna sotto il governo della Chiesa ed inizia un periodo di serenità per le popolazioni, volto soprattutto allo sviluppo dell'agricoltura. In quel periodo infatti, anche grazie ad un concordato fra la Santa Sede ed il Granducato di Toscana per la bonifica ed il risanamento della palude della Chiana, onde evitare la malaria e le malattie dovute agli acquitrini melmosi che hanno afflitto per tutto il Medioevo la parte bassa di Monteleone, si risolve parte del problema (solo nel XVIII secolo vi è una soluzione definitiva).
A metà del Seicento la chiesa parrocchiale viene ulteriormente ingrandita venendo ad occupare lo spazio del portico della facciata dove viene collocato un organo.
Nel 1667 è datato un ex voto ambientato nei pressi della chiesa di Sant'Antonio da Padova che induce a pensare che ad una sua esistenza almeno fin dalla metà del XVII secolo; tale ex voto è custodito presso il museo parrocchiale di Monteleone d'Orvieto

## XVIII secolo

### Il governo civile ed ecclesiastico del paese
Nel Settecento il Governo ecclesiastico di Monteleone d'Orvieto dipende non solo dal Vescovo di Città della Pieve, che talvolta vi tiene anche un Vicario Foraneo, ma anche dall'Inquisitore di Perugia che pure ha un Vicario in loco.
Il governo civile e politico, è soggetto al magistrato di Orvieto che ha nel paese un Vice Podestà. Tale figura è un giudice con ampi poteri giurisdizionali in campo civile e competente in materia penale solo per i fatti meno rilevanti. Per delitti più gravi è competente lo stesso magistrato orvietano che può inviare un suo avvocato, chiamato Podestà maggiore, per celebrare il processo o, se si tratta di un delitto capitale, quest'ultimo può solo compiere un'indagine informativa per la Sacra Consulta(o meglio Sacra Congregazione della Consulta) di Roma, unico organo che ha la giurisdizione in materia. Il Vice Podestà partecipa anche al consiglio della Comunità.
La comunità di Monteleone dipende dalla Sagra congregazione del buon governo di Roma ed è controllata dalla delegazione apostolica che ha sede fino al 1831 a Viterbo (solo nel 1832 passa ad Orvieto, attraverso il Governo di Ficulle). L'organo più importante è il Consiglio, composto da un numero di consiglieri molto elevato, più di quaranta, e mai fisso; non vi possono far parte persone che hanno qualche demerito ed esercitino "... qualche arte obrobriosa come macellaro, tagliante, oste, ecc.". Per la validità delle sedute occorre la presenza di almeno venti consiglieri più il Vice Podestà che ha diritto a due voti.
I verbali delle sedute del Consiglio iniziano con la dizione:"Nel nome di Iddio, Amen".
Esiste anche un "Magistrato" del paese: Organo collegiale che rappresenta la comunità stessa con funzioni consultive. È composto da tre Priori: il primo, il Capopriore, è eletto tra i benestanti, il secondo è scelto tra gli abitanti minori più capaci ed onorati del paese, il terzo è scelto tra gli abitanti più onorati e capaci del territorio circostante. I Priori restano in carica sei mesi ed in tale periodo possono spendere al massimo dieci scudi: per spese più elevate occorre l'approvazione del Consiglio. Nel campanile della chiesa di Sant'Antonio vi è una campana con la data di fusione del 1720, con quattro medaglioni con figure sacre e dedica al crocefisso.
La chiesa di Sant'Antonio da Padova si trova nominata per la prima volta (anche se si hanno prove della sua esistenza fin dal 1600) nel 1729 durante una visita pastorale. La esegue Mons. Guidotti della Diocesi di Città della Pieve. È possibile che la chiesa fosse già stata precedentemente costruita come oratorio privato; potrebbe esserne una testimonianza il piccolo coro della controfacciata che comunicava con il palazzo.
Nel 1707 viene costruita la cappella della Madonna del Buon Consiglio nella chiesa seicentesca del SS.mo Crocefisso. Come pala d'altare viene collocato un grande dipinto che raffigura l'Ultima Cena, del pittore Ottavio Pratelli della vicina Città della Pieve; l'opera è oggi conservata nel museo parrocchiale di Monteleone d'Orvieto.

### 1732 - Il teatro dei Rustici
Al 1732 risale l'origine delle prime Rappresentazioni teatrali organizzate da alcuni giovani monteleonesi e realizzate in quegli stessi locali comunali che un secolo dopo e, con varie trasformazioni nel tempo, sarebbero diventati l'odierno "Teatro dei Rustici" da cui nasce successivamente anche l'Accademia Filodrammatica dei Rustici.
La richiesta di disporre dei locali della comunità è avanzata ai Priori, in particolare per mettere in piedi commedie nel periodo carnevalesco. Sergio Giovannini, nel suo libro "Il teatro dei Rustici", ricorda, citando il Libro dei Consigli della Magnifica Comunità di Monte Leone, che:
(Sergio Giovannini, Il teatro dei Rustici, Comune di Monteleone d'Orvieto, 1990 ')
Il permesso viene concesso all'unanimità.
Prima del 1733 al nucleo originario della chiesa parrocchiale dei Santi Pietro e Paolo furono costruite delle cappelle laterali e venne realizzata una piccola abside per contenere il coro dietro l'altare, dove vi era una porta che dava accesso al cimitero. La prima descrizione dettagliata del luogo di culto la troviamo proprio nella visita pastorale di Mons. Alberici nel 1733; la chiesa era formata con pianta a croce latina, vi era una piccola abside dietro l'altare maggiore, in cui si trovava il coro, mentre a destra ed a sinistra dell'altare vi erano due cappelle. La tavola della scuola del Perugino citata, si trovava nella parete di fondo dell'abside, così da apparire al di sopra dell'altare che a sua volta era soprelevato rispetto al piano della navata, posizionato sotto un arco, adornato da due statue di Angeli. Guardando l'altare a sinistra vi era la Cappella del Rosario, nella quale era collocato il dipinto che oggi si trova nella navata sinistra della chiesa; a destra la Cappella dell'Annunciazione che è nell'altare a sinistra dell'altare maggiore. Nella stessa cappella vi erano dei dipinti antichi rappresentanti le Sibille ed alcuni Santi tra cui San Lorenzo e Santo Stefano.
Sempre nel 1733, la Confraternita della Morte e del SS.mo Crocefisso costituisce, grazie a lasciti e donazioni, il Canonicato del SS.mo Crocefisso, per il beneficio del proprio cappellano. Alla fine dell'Ottocento i fratelli acquistano anche delle suppellettili sacre per le funzioni religiose, tra cui si annovera un ricco paliotto d'altare preziosi abiti religiosi, il baldacchino per la processione del Cristo Morto, alcune statue ed altro ancora.
Nella riunione del 17 giugno 1753 la Compagnia della SS.ma Annunziata decide di contribuire all'acquisto del nuovo organo per la chiesa priorale; così si legge nei verbali della confraternita:
Don Cesare Cherubini è del parere che la compagnia in effetti contribuisca all'acquisto dell'organo per due anni con 12 scudi, ma non essendo sufficienti tali somme alla scadenza, nel 1755, la confraternita decide che:
La collegiata ha così un nuovo organo ed il vecchio viene donato alla chiesa del SS.mo Crocefisso. Da un'antica memoria del priore Berardi risulta che a Colle Alto in data 4 luglio 1758, viene benedetta e consacrata la piccola chiesa dedicata a San Cristoforo, con un decreto del vescovo Angelo Vernizza; la sua facciata, molto suggestiva, è in materiale laterizio. Viene costruita probabilmente nel XVIII secolo dalla famiglia Cecchetti accanto alla loro abitazione: ancora oggi è di proprietà privata.
È posta sotto la giurisdizione del priore parroco pro tempore della Collegiata con l'obbligo per i Patroni di provvedere alla manutenzione dell'edificio e alla suppellettile sacra per la celebrazione delle messe. Viene eretta in Oratorio pubblico con diritto di patronato e l'obbligo di tre Messe nella festa del santo titolare.
Nella memoria ricordata del priore berardi si prescrive che:
(Antica memoria del priore Berardi, 1758)
Alla cura ed all'assistenza spirituale della popolazione provvedeva un canonico della Collegiata.
Nel campanile vi sono due campane: una piccola, dedicata all'Addolorata, ed una più grande, dedicata al patrono san Cristoforo. L'anno di fusione di quest'ultima è il 1706: quindi, pur essendo consacrata, benedetta ed eretta in Oratorio pubblico nel 1758, la chiesa viene costruita almeno 50 anni prima.
La chiesa dell'Annunziata nel borgo di Monteleone ha bisogno di una nuova campana, così il 26 giugno del 1762
L'ordinazione in realtà è già avvenuta un anno e mezzo prima il 14 gennaio 1761 e l'autorizzazione viene regolarmente concessa.
Il priore Berardi in uno stato d'anime (di fatto un censimento) del 1767 afferma che Monteleone:
Da una visita pastorale del Vescovo Mancini, il numero complessivo degli abitanti della Diocesi di Città della Pieve nel 1776 è di 15 934 unità, di cui 3.700 in Città della Pieve. Gli altri centri più popolosi sono Santa Fiora con 2 065 abitanti, Panicale con 1.240 e Monteleone d'Orvieto con 1.100
Il 19 novembre 1777 la parrocchia viene eretta in Collegiata Insigne con Bolla del papa Pio VI; tale titolo si estinse con l'Unità d'Italia, anche se di fatto perdurò ancora per alcuni decenni.
A fine 1700 sono effettuati importanti lavori di ristrutturazione nella chiesa della SS.ma Annunziata

### L'arrivo di san Teodoro e la miracolosa pioggia
Il priore Cherubini riesce ad ottenere la "Custodia Apostolica" delle reliquie del santo martire Teodoro che, prelevato dalle catacombe romane, ricostruiti i resti in una preziosa urna, giunge a Monteleone il 17 dicembre 1778, accolto da un grande giubilo di gente accorsa anche dai paesi vicini.
San Teodoro è proclamato comprotettore del paese accanto ai titolari della chiesa principale: i santi apostoli Pietro e Paolo. In particolare san teodoro è legato a prodigi riguardanti le piogge, nel Settecento tema molto sentito da una popolazione prevalentemente legata all'agricoltura; così continua infatti il manoscritto:
1. che avanti la venuta del nostro Santo martire in Monteleone, le Piogge erano disordinate da qualche tempo e minacciavano pregiudizio alla campagna e si pregava Iddio per la serenità,
2. che appena entrato nella nostra Terra questo venerabile Corpo, cessarono subito e nell'istesso momento le Piogge e ritornarono tranquilli i giorni e sereni,
3. finalmente, che molto tempo avanti era stato già stabilito il sabato avanti la seconda domenica di maggio che fu l'ottavo giorno di detto mese dell'anno 1779, fare con pompa solenne Processione del suo Ingresso in questa Terra e poi a di Lui onore celebrare con solennità straordinaria i tre seguenti giorni: come fu fatto.

Il prodigio speciale fu che dalli diciassette di dicembre sino all'otto maggio e così per 4 mesi e giorni ventidue continuati la Pioggia non più comparve, onde la Terra si era resa talmente arida che pativa generalmente la campagna per tutta l'Italia e però da pertutto si facevano caldissime Istanze e fervorose preghiere affinché ci concedesse la Pioggia, ma la Pioggia non veniva e non venne fintanto che giunse il giorno determinato per l'uscita trionfale in questa nostra terra del Martire S. Teodoro avendo a questo solo iddio riserbato un tanto Miracolo. Noi certamente e i circonvicini Paesi speravamo che siccome noto ci era che alla sua venuta in Monte Leone immediatamente cessò la Pioggia nocevole, così dicevamo quando si caverà per la festa S.Teodoro, l'acqua salutevole ritornerà, e tanto fu.»
Il giorno 8 maggio, San Teodoro viene portato nella chiesa del SS.mo Crocefisso "fuori delle nostre mura" e qui si raduna per la solenne processione il Capitolo, il clero, le Confraternite e una grande folla. Le Confraternite iniziano a sfilare quando una pioggia molto sottile comincia a cadere in maniera continua. L'urna viene coperta con una coltre ma, appena esce dalla chiesa, la pioggia cessa e la processione continua indisturbata fino alla Collegiata. I racconti ci dicono che nei successivi tre giorni di festa il tempo torna sereno, ma il mercoledì ritorna la tanto agognata pioggia.
Intorno al 1780 la compagnia della Buona Morte si unisce giuridicamente alla confraternita del Crocefisso; la loro sede è la chiesa del Crocefisso. Sant'Antonio, luogo di culto fino a quel momento della compagnia della Buona Morte, rimane la chiesa della devozione verso i defunti ed è considerata per un lungo periodo la Chiesa del Suffragio.
Nel 1790 vi sono con lo Stato Pontificio dei problemi riguardanti il teatro dei Rustici: viene decisa la sua distruzione come ricorda anche l'epigrafe descrittiva di Pietro Bilancini all'ingresso del teatro che ben sintetizza gli ordini impartiti:
In effetti si teme il teatro quale possibile veicolo di idee che la rivoluzione francese sta imponendo all'attenzione del mondo; fortunatamente in qualche modo gli amministratori comunali dell'epoca riescono a salvare quel luogo tanto caro alla comunità monteleonese.
A fine Settecento si assiste ad una rinascita economica e culturale notevole: grazie anche ai lavori definitivi che si stanno facendo nella Valdichiana vi sono moltissimi monteleonesi che lavorano nell'agricoltura e ciò, a differenza di quanto avveniva fino ai primi del Seicento, permette loro di vivere serenamente. Complessivamente, la società ha diversi benestanti e, pur essendovi pochi artigiani e commercianti (come del resto ancora oggi), vi è un buon tenore di vita. Ciò si evince leggendo un manoscritto del 1783 dell'Arcipriore Francesco Cherubini, che così annota riguardo al paese:
In un documento del 1950 che riprende evidentemente il manoscritto dell'arciprete Cherubini si nota:
Le strade del Paese erano ben selciate e pulite, le case di buona apparenza. I due ingressi principali erano costituiti dalla porta Nord e da quella Sud; ma vi erano altri ingressi secondari per le mura castellane in moilte parti diroccate o dai tempi o dalle invasioni dei Fiorentini.
I principali abitanti abbastanza ricchi, la maggior parte campagnoli o braccianti, ma bene istruiti ed esperti; pochi artisti e pochi commercianti, ma quasi nessuno pezzente»
Grazie a questo positivo momento, nell'ultimo scorcio di secolo viene realizzata la costruzione dell'attuale facciata della Collegiata in mattoni cotti nelle fornaci locali.
Nel 1781 viene rifatto l'altare e la facciata della chiesa di Sant'Antonio da Giovanni Sperani.
In tale periodo negli anni fra il 1778 e il 1781 vengono apportati miglioramenti alla chiesa della SS.ma Annunziata, con la realizzazione di un piccolo campanile a due finestre e la collocazione di due campane. Nel 1781 viene fatta la facciata
Tra i simboli che compaiono sulla facciata vi è una conchiglia, emblema del pellegrinaggio con evidente riferimento alla vita della confraternita.

### 1798-1799 - La Repubblica Romana
Dal 15 febbraio 1798 al 19 settembre 1799 Monteleone fece parte della Repubblica Romana. Venne inserito nel Cantone di Città della Pieve e suoi amministratori furono il canonico Francesco Paoletti' in qualità di edile e Cristoforo Cecchetti in qualità di "aggiunto".

## XIX secolo

### 1808 - Il ritorno dei francesi
Nel 1808 l'Umbria e quindi anche Monteleone è di nuovo assoggettata, per alcuni anni, all'impero napoleonico. Il paese entra a far parte del dipartimento del Trasimeno con capoluogo Perugia dove è stabilita una Vice Prefettura; sede del Prefetto è invece Spoleto. Viene creato, similmente a quanto già accaduto nel 1798, un Cantone con Capoluogo Città della Pieve cui sono soggetti i comuni di: Piegaro, Castiglion Fosco (oggi frazione di Piegaro), Greppolischieto (frazione di Piegaro), Monteleone, Montegabbione, Vaiano (frazione di Castiglione del Lago), Carnaiola (frazione di Fabro), Salci (frazione di Città della Pieve), Poggio Aquilone (frazione di San Venanzo) e Castel di Fiori (frazione di Montegabbione).
Vengono soppressi tutti i corpi religiosi e tutti i beni della Chiesa sono posti sotto l'amministrazione del Demanio. È istituito l'obbligo della leva militare e sono ammesse norme contrarie alla morale del tempo, quali ad esempio il divorzio e la poligamia.
Le Diocesi di Orvieto ed Acquapendente sono accorpate perché i rispettivi Vescovi, non avendo prestato il giuramento richiesto dall'impero, sono deportati in Francia come lo stesso Pontefice. Mons. Becchetti, Vescovo di Città della Pieve,
non si immischia negli affari di quelle Diocesi e lascia la piena giurisdizione ai Vicari. È accusato di essere intervenuto al Gran Conciliabolo tenuto dai Vescovi a Parigi su invito di Napoleone: in quella occasione è accompagnato da Don Stefano Foppiani, Priore di Monteleone.
A Monteleone il primo Consiglio comunale sotto l'impero napoleonico si tiene il 13 agosto 1809 ed inizia con una frase:
Tale consiglio si tiene per ordine della consulta straordinaria di Roma e del Governo provvisorio di Città della Pieve e territorio. I Consiglieri sono obbligati a giurare obbedienza alla Costituzione dell'Impero e fedeltà all'Imperatore; viene nominato un "Maire" a capo del Consiglio.
Alla caduta di Napoleone il papa viene liberato ed il 24 maggio 1814 fa ingresso solenne a Roma. Il 2 giugno 1814 tiene l'adunanza il nuovo Consiglio comunale di Monteleone ed inizia con la seguente frase:
Il Vescovo di Orvieto, Mons. Lambruschini, che ha dimostrato fermezza contro il Governo Imperiale ha in amministrazione dal Pontefice la Diocesi di Città della Pieve, mentre Mons. Becchetti, collaborazionista dei francesi, vi rinuncia.
Alla fine del Settecento la legislazione di alcuni stati vieta la sepoltura nelle chiese e nei centri abitati; Napoleone nel 1804 emana l'editto di Saint-Cloud (esteso successivamente all'Italia nel 1806), in cui si prescrive la sepoltura nei cimiteri appositamente costruiti ad almeno 250 metri fuori dalle mura. Nel 1810, in seguito a tali norme, viene costruito il cimitero monumentale di Monteleone che ancora oggi può ammirarsi nella sua architettura realizzato tutto in laterizi provenienti dalle fornaci all'epoca presenti nel paese.

### Il congresso di Vienna ed il dominio della Chiesa nell'Italia centrale
Con il Congresso di Vienna si riafferma il potere della Chiesa sull'Italia centrale e si rafforza il potere temporale della Chiesa; in quello stesso periodo inizia un movimento segreto che, attraverso il Risorgimento, porterà all'unificazione dell'Italia ed alla creazione del Regno d'Italia.
1817: viene eletto un governatore per il governo del territorio di Ficulle, fra cui vi è anche Monteleone e tutta la zona attualmente definita Alto orvietano (vi viene ricompresa anche Allerona). Nella loro Corografia dell'Italia questo scrivono della zona Zuccagni ed Orlandini nel 1843:
(Attilio Zuccagni e Orlandini, Corografia fisica, storica e statistica dell'Italia e delle sue isole corredata da un atlante, Firenze 1843)
Nel 1821, il vescovo di Città della Pieve, Mons. Mami, durante una visita pastorale, decreta che venga restaurata la facciata della chiesa di Sant'Antonio, e nello stesso anno vi è trasferita la sede della Confraternita della Morte e del SS.mo Crocefisso che annovera tra i propri beni anche la casa attigua, utilizzata in parte come magazzino attrezzi e, dove successivamente, trova abitazione il custode della chiesa del SS.mo Crocefisso, poi il sagrestano della parrocchia.
Sempre fra il 1820-1821, il priore Foppiani cura un profondo restauro della chiesa parrocchiale che deve trovarsi in pessime condizioni, tanto da essere denominata "il fienile". Viene terminato il campanile, rifatta la facciata e tutti i tetti. Nel campanile viene collocato il "Campanone", grande campana che ha un suono particolarmente melodioso. Viene fusa a Montevarchi da Giovanni Mugnai, dedicata a Gesù Cristo Salvatore ed alla Madonna. Viene inoltre ingrandita la sagrestia con l'eliminazione del cimitero, in ossequio alle nuove leggi napoleoniche.
In Umbria nascono le società segrete ad opera della Massoneria locale liberale, contraria al dominio della Chiesa. Anche alcune famiglie monteleonesi professano con ostentazione idee liberali e si dichiarano apertamente antipapaline al punto da aderire a logge massoniche.
Nel 1831 avvengono i primi moti rivoluzionari, ma l'idea della creazione di una repubblica tramonta a causa dell'intervento delle truppe austriache.
1833: alcune famiglie benestanti costruiscono i palchetti del teatro dei Rustici, la proprietà privata dei quali viene mantenuta fino al 1950;
1841: papa Gregorio XVI, ritorna dalla visita al santuario di Loreto e si ferma a Monteleone; questo racconta il Dizionario di erudizione storico-ecclesiastica del 1848:
(Compilazione del Cavaliere Gaetano Moroni Romano, secondo aiutante di camera di sua santità Pio IX, Dizionario di erudizione storico-ecclesiastica da S.Pietro fino ai nostri giorni, vol. XLIX in Venezia dalla tipografia emiliana 1848)
Nel turbolento 1848 si costituisce anche il primo nucleo della Banda musicale con il nome di "I dilettanti del suono e del canto", ancora oggi esistente e funzionante: non ha mai conosciuto interruzioni nella sua lunghissima vita. È la più antica associazione esistente nel paese.
Nel 1849 è proclamata la seconda Repubblica romana e Pio IX si rifugia a Gaeta; nel breve periodo ha fine anche questo nuovo tentativo repubblicano e nel 1851 è ripristinato il Governo Pontificio su tutta l'Umbria. In particolare sono conferiti i pieni poteri all'Arcivescovo Mons. de Andrea, poi nominato cardinale, per ristabilire l'ordine nelle nostre regioni.
Nel 1855 Antonio Muziarelli, proprietario del palazzo attiguo alla chiesa di Sant'Antonio, ottiene dalla Confraternita della Morte e SS.mo Crocefisso il permesso di costruire al di sopra della stessa, per ingrandire la sua abitazione, in cambio dell'obbligo di realizzare una volta, fare la manutenzione del tetto, costruire una nicchia sull'altare per la statua del Santo e restaurare la sagrestia e le finestre. In quegli anni, presumibilmente venne realizzata anche la decorazione pittorica interna.
Nel 1857 il Pontefice Pio IX visita la zona con il Granduca di Toscana Leopoldo II. Il 31 agosto sosta a Città della Pieve, poi, nello spostamento verso Orvieto, passa per Monteleone. La sua presenza porta anche qualche elargizione di natura economica infatti nel libro Pio nono ed i suoi popoli nel MDCCCLVI, ossia memorie intorno al viaggio della Santità di N.S. Papa Pio IX per l'Italia centrale , nel capo IX "le larghezze del Papa", nella parte riguardante le "Largizioni del Santo Padre riguardanti le persone", si ricorda:
(Pio nono ed i suoi popoli nel MDCCCLVI, ossia memorie intorno al viaggio della Santità di N.S. Papa Pio IX per l'Italia centrale Roma Tip. dei SS. palazzi apostolici 1861)

### 9 settembre 1860 - L'annessione al Regno d'Italia
Nel 1857 Le due confraternite della "Morte e SS.mo Crocefisso" e della "SS. Annunziata e SS.mo Sacramento", approvano propri Statuti dove si prevedono la presenza di due organi collegiali: Congregazioni, Generali (Organo decisionale) e Segrete (organo esecutivo).
Sono previsti degli Ufficiali: il Governatore (detto Primicerio nella Congregazione del SS.mo Sacramento) sacerdote e capo spirituale, il Camerlengo, due Sindaci, un Esattore dei Suffragi e i cosiddetti "Impiegati": Segretario e Mandatario (messo e sacrestano).
Nella Confraternita della Morte è previsto anche il Custode della Chiesa del SS.mo Crocefisso.
Tali statuti impongono anche una serie di pratiche religiose ai confratelli per costruire un loro cammino di fede fra le quali: recita di particolari orazioni, partecipazione a cerimonie religiose (esempio, Quarantore o il Sepolcro), processioni solenni (Cristo Morto, Corpus Domini, Assunta). Dopo tali riti era consuetudine consumare il "Torcolo", un biscotto rotondo accompagnato da vino.
Nel novero dei Confratelli è prevista anche una presenza femminile; le donne non debbono pagare la quota annuale, ma non sono ammesse al voto e non possono ricoprire incarichi, né avere lo stesso cerimoniale per il funerale.
Per quanto concerne lo stemma della Confraternita della Morte e del SS.mo Crocefisso dallo statuto si apprende che è rappresentato dal Crocefisso con la Morte ai piedi, mentre l'abito, detto sacco è di tela di colore nero: esso è adornato con lo stemma, ha le maniche larghe ed è cinto da un cordone nero alle cui estremità vi sono alcuni nodi.
La veste della Confraternita del SS.mo Sacramento e SS.ma Annunziata è invece rappresentato da una "...tela di lino grezza e mozzetta di lino bianca orlata con fettuccia pavonazza chiusa davanti con bottoni bianchi e con stemma"; la missione dei confratelli consiste principalmente nell'"esercitarsi a promuovere la devozione al SS.mo Sacramento ed a Maria Santissima" e tale Confraternita viene aggregata all'Arciconfraternita del Sacramento che ha sede nella chiesa di Santa Maria sopra Minerva a Roma.
Il paese è annesso al Regno d'Italia dopo la liberazione avvenuta il 9 settembre 1860; dell'episodio questo racconta il Forti:
A Monteleone a mezzanotte del 9 (settembre) entrò una colonna d'insorti in trionfo proveniente da Città della Pieve. Il paese era in festa, e sventolava la bandiera di Savoja. Filidio Lemmi, primo proprietario del paese era a capo del movimento.
Duemila soldati di Lamorieciére avanzavasi da Terni; la guarnigione di Viterbo rinforzò quella di Orvieto...»
(R.Forti Storia d'Italia dal 27 aprile 1859 al 27 aprile 1861, Firenze, 1861)
Due mesi dopo, il 9 novembre 1860, si svolge una votazione unanimemente favorevole ai Savoia ed il Re Vittorio Emanuele II, con decreto del 22 novembre, dichiara l'annessione dei territori delle province dell'Umbria al Regno.
Viene eletto sindaco (1860-1864) Filidio Lemmi.
Il primo Consiglio comunale viene adunato il 2 dicembre 1860 ed inizia con questa formula:
Il 9 maggio 1861 una forte scossa di terremoto provoca molti danni e distruzioni ma nessun morto; non a caso nella cripta di San Teodoro - nella chiesa parrocchiale -troviamo rappresentato Sant'Emidio, vescovo di Ascoli e protettore contro i terremoti.
Nl 1864 nasce a Monteleone il poeta e critico letterario Pietro Bilancini; 10 anni dopo il 31 maggio 1874 ha i natali nel paese il compositore e direttore d'orchestra Attilio Parelli (Paparella).
Nel 1884 viene rinnovata la pavimentazione della chiesa di Sant'Antonio inglobata totalmente nel palazzo Muziarelli oggi Angeli. Il campanile, ricostruito sopra il tetto di palazzo Angeli, ha una sola campana poiché la campana grande di Sant'Antonio fu collocata nell'Ottocento nella chiesa del SS.mo Crocefisso.
Nel 1888 viene costruita la torre civica.
1894, il Teatro dei Rustici viene ampliato e restaurato grazie all'Accademia dei Rustici; l'episodio è ben sintetizzato nell'epigrafe che si trova all'ingresso del teatro:
(Pietro Bilancini, epigrafe all'ingresso del teatro dei Rustici)
A fine '800 vengono realizzate importanti ristrutturazioni alla chiesa della SS.ma Annunziata il cui interno assume l'attuale aspetto; viene anche ristrutturata la casa del cappellano attigua.

## XX secolo
Fra il l'ottobre 1943 e l'aprile 1944 si forma il gruppo partigiano "Banda di Monteleone d'Orvieto" costituito da 23 uomini, aggregato alla "Brigata Risorgimento"; il primissimo nucleo opera con soli 3 uomini, solo successivamente nel marzo 1944 arriva gran parte del gruppo.
La Brigata agisce prevalentemente in provincia di Perugia, nel pievese e nel castiglionese: solo il gruppo "Monteleone" è attivo in provincia di Terni (in quel periodo altre formazioni partigiane sono in gestazione nell'orvietano).
La banda è comandata dal 'Ten. Angeli Aldo di Matteo', conta 23 uomini ed opera a cavallo delle due province, nella strada Città della Pieve-Monteleone-Ficulle ed in quella di Monteleone-Piegaro. Dopo un primo periodo si unisce al I gruppo Moiano-Monte Pausillo, sempre componente la "Brigata Risorgimento" e comandato da Romeo Ceccarini.
Si hanno notizie di azioni militari in particolare nella zona di Fabro; oltre alle normali azioni partigiane, fa anche attività informativa trasmettendo ad agenti alleati le coordinate del grande deposito di munizioni tedesco in località Montagnola nelle adiacenze di Monteleone; il deposito viene bombardato insieme a quelli di Panicarola, Montallese e Torricella in provincia di Perugia.
La "Brigata Risorgimento", inquadrata nelle "Brigate Garibaldi", è formata dalle seguenti bande e gruppi:
- Banda "Monteleone" (costituita nell'ottobre 1943 sotto la guida del ten. Angeli Aldo di Matteo)
- La Banda "Moiano Monte Pausillo" (costituita nel marzo 1944)
  - insieme formano il "Gruppo Risorgimento" sotto il comando di Romeo Ceccarini
- Banda "Paciano" (costituita nel dicembre 1943)
- Banda "Panicale" (costituita nell'ottobre 1943)
- Banda "Sanfatucchio-Macchie" (costituita nell'ottobre 1943)
  - insieme formano il Gruppo "Battaglione Gesmundo" sotto il comando di Egildo Gatti.[65]

Il nuovo priore, Don Francesco Petrucci, nel 1906, giudica necessario procedere ai lavori urgenti di restauro ed abbellimento della chiesa parrocchiale. Il progetto viene affidato all'ingegnere Paolo Zampi di Orvieto che ridisegna completamente il luogo di culto portandolo alla attuale forma architettonica. La rupe che si trova dietro la chiesa, viene consolidata con muri di contenimento e la parete di fondo viene arretrata di un metro e mezzo, consentendo un ampliamento della tribuna dell'altare, sotto alla quale viene costruita la cripta contenente la reliquia di San Teodoro. Vengono eliminate anche le cappelle e create le due navate laterali delimitate da una serie di colonne ed archi. La decorazione è stata realizzata successivamente nella seconda metà del '900. Alcune porzioni dell'interno, sono state restaurate durante gli ultimi decenni.
Nel 1924 viene costruito l'asilo infantile su iniziativa del priore Petrucci e delle Confraternite su alcuni locali appositamente costruiti accanto alla chiesa del Crocefisso; l'omonima Confraternita, che lì ha la sede, libera i locali del custode e li assegna alla nuova struttura educativa che viene affidata all'Ordine delle suore compassioniste.
Nel 1986, a seguito della fusione delle diocesi di Città della Pieve e Perugia, la chiesa di Monteleone entra a far parte di questa amministrazione ecclesiastica.